# Audi 80 B2
Der Audi 80 B2 (Typ 81 mit Frontantrieb oder Typ 85 mit quattro-Allradantrieb bezeichnet) ist ein Fahrzeug der Audi NSU Auto Union AG (ab 1985: Audi AG) und wurde im Spätsommer 1978 als zweite Generation des Audi 80 auf den Markt gebracht und löste den Audi 80 B1 ab. Der Audi 80 B2 wurde im September 1978 der Öffentlichkeit vorgestellt. Diese Baureihe des Audi 80 wurde als zwei- sowie viertürige Stufenhecklimousine angeboten. Der Zweitürer wurde erst ab Frühjahr 1979 ausgeliefert.
Das Coupé sowie der Quattro stellten weitere Ausleitungen der B2-Plattform dar. Beide Modelle wurden im Frühjahr 1980 der Öffentlichkeit vorgestellt.
Die Modellreihe 80 B2 wurde im Sommer 1986 durch die Modellreihe Audi 80 B3 (Typ 89) abgelöst.

## Modellgeschichte

### Entwicklung

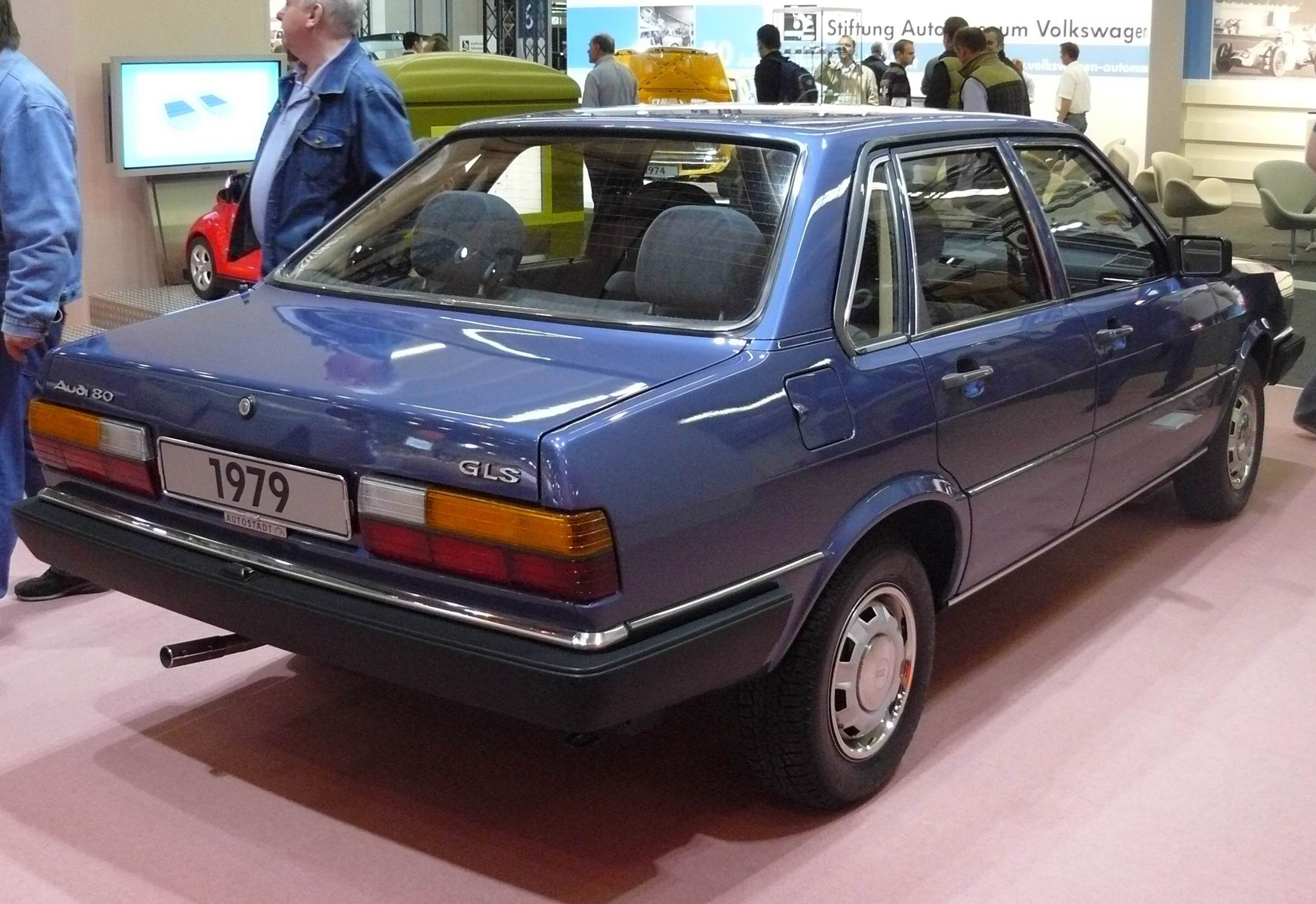
Heckansicht

Zu Beginn der 1970er-Jahre begann in Ingolstadt die Entwicklung des Nachfolgers der ersten Audi 80-Generation. Ziel war es, ein Fahrzeug zu entwerfen, das größer, sicherer und moderner sein sollte. Der Audi 80 B2 überzeugte durch eine klassische Stufenheck-Karosserie, geprägt von den für die 1970er-Jahre typischen klaren, kantigen Linien. Der italienische Designer Giorgetto Giugiaro schaffte es, Schlichtheit und Eleganz zu vereinen und dabei die von Ferdinand Piëch vorgegebenen Richtlinien konsequent umzusetzen. Durch seine deutlich größere Länge und Breite gewann das Fahrzeug an Präsenz und unterstrich Audis Ambitionen, in das damals von BMW und Mercedes-Benz dominierte mittlere Marktsegment vorzustoßen.
Im Vergleich zum Vorgängermodell wuchs die Karosserie des Audi 80 in ihren Abmessungen. Das Design stammte zunächst von Claus Luthe, wurde jedoch nach dessen Wechsel von Audi zu BMW von Giorgio Giugiaro respektive Italidesign deutlich überarbeitet. Der Erfolg der ersten Generation des Audi 80 bestärkte die Entscheidung der Audi-Führung, an der klassischen Stufenheck-Karosserie festzuhalten. Dennoch wurden in der frühen Entwicklungsphase auch Varianten wie eine Kombi- oder Schrägheckversion in Betracht gezogen.
Bereits 1973 präsentierte Audi in Zusammenarbeit mit Italdesign und der Karosseriefirma Karmann die Designstudie Asso di Picche (deutsch: Pik-As), die auf dem B1 basierte und auf der Frankfurter IAA vorgestellt wurde. Diese von Giorgetto Giugiaro entworfene Studie führte erstmals Elemente ein, die später dezent in das Design des B2 einflossen. Besonders markant war die lange, leicht nach vorn geneigte Motorhaube, die in eine klar strukturierte Frontpartie überging. Große, rechteckige Scheinwerfer prägten das Erscheinungsbild, während die Blinker direkt neben den Scheinwerfern platziert wurden, um ein aufgeräumtes und harmonisches Design zu schaffen. 
Zeitgemäße Details wie nahtlos integrierte Kunststoffstoßfänger an Front und Heck unterstrichen die moderne Ästhetik des Fahrzeugs. Die Seitenansicht wurde durch eine prägnante horizontale Linie unterhalb der Türgriffe elegant strukturiert. Eine abgesenkte Gürtellinie sowie vergrößerte Fensterflächen, einschließlich der Front- und Heckscheiben, verliehen dem Fahrzeug eine helle, luftige Optik. Das Heck zeichnete sich durch eine reduzierte Gestaltung aus, bei der große, rechteckige Rückleuchten den visuellen Schwerpunkt setzten.

### Technik
Das Fahrwerk mit MacPherson-Federbeinen und Querlenkern an Hilfsrahmen vorn und Torsionskurbelachse hinten, Zahnstangenlenkung und  Zweikreisbremsen (X-Aufteilung) mit Scheibenbremsen vorn und hinten in der Regel Trommelbremsen blieb im Grunde gleich und wurde an die breitere Spurweite angepasst. Lenkung und Bremsen wurden im Detail verbessert.
Der Geräuschdämmung wurde verstärkt Aufmerksamkeit geschenkt: Dazu zählten ein zusätzlicher Querträger in der Karosserieschürze und vergrößerte Gummilager der Fahrwerksaufhängung zur Senkung des Stoßdämpferpolterns, Schottwände im Wasserkasten, voluminöse Tür- und Deckeldichtungen mit umgeschlagenen Gummilippen zur Senkung der Windgeräusche, zwei Zapfenschlösser an der Motorhaube zur Vermeidung des Haubenflatterns und eine Schallschluckwanne für den Innenraum aus einem 4 cm dicken kombinierten Material. Die Instrumententafel wurde neu gestaltet.
Als Motoren kam zunächst einerseits der EA827 zur Verwendung, der bereits ausreichend Kraft entfaltete, um den Audi 80 in 17,5 s von 0 auf 100 km/h zu beschleunigen und eine Geschwindigkeit von 145 km/h erzielen zu lassen. Andererseits wurde der 1,6-l-Motor aus dem bisherigen Audi 80 verwendet, der in drei Leistungsstufen angeboten wurde. Die 75-PS-Variante hatte dabei einen einfachen Fallstromvergaser, die 85-PS-Variante einen Fallstrom-Registervergaser von Solex und die 110-PS-Variante eine Saugrohreinspritzung. In letzterer Ausstattung beschleunigte der Audi 80 in 10,7 s von 0 auch 100 km/h und erreichte 182 km/h Höchstgeschwindigkeit. Neu bei allen Motoren waren unter anderem eine automatische Ansaugluftvorwärmung und Startautomatik.

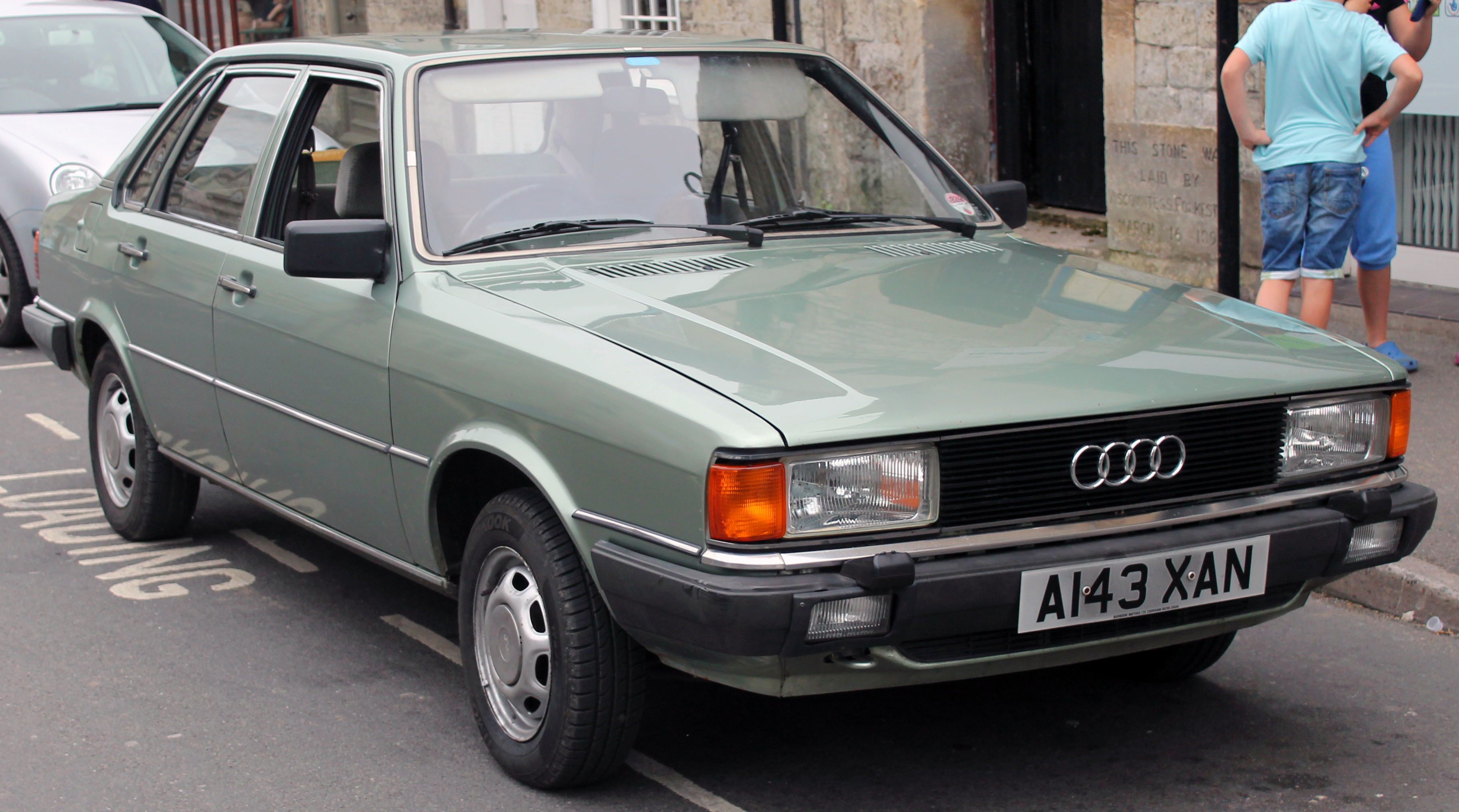
Audi 80 GL
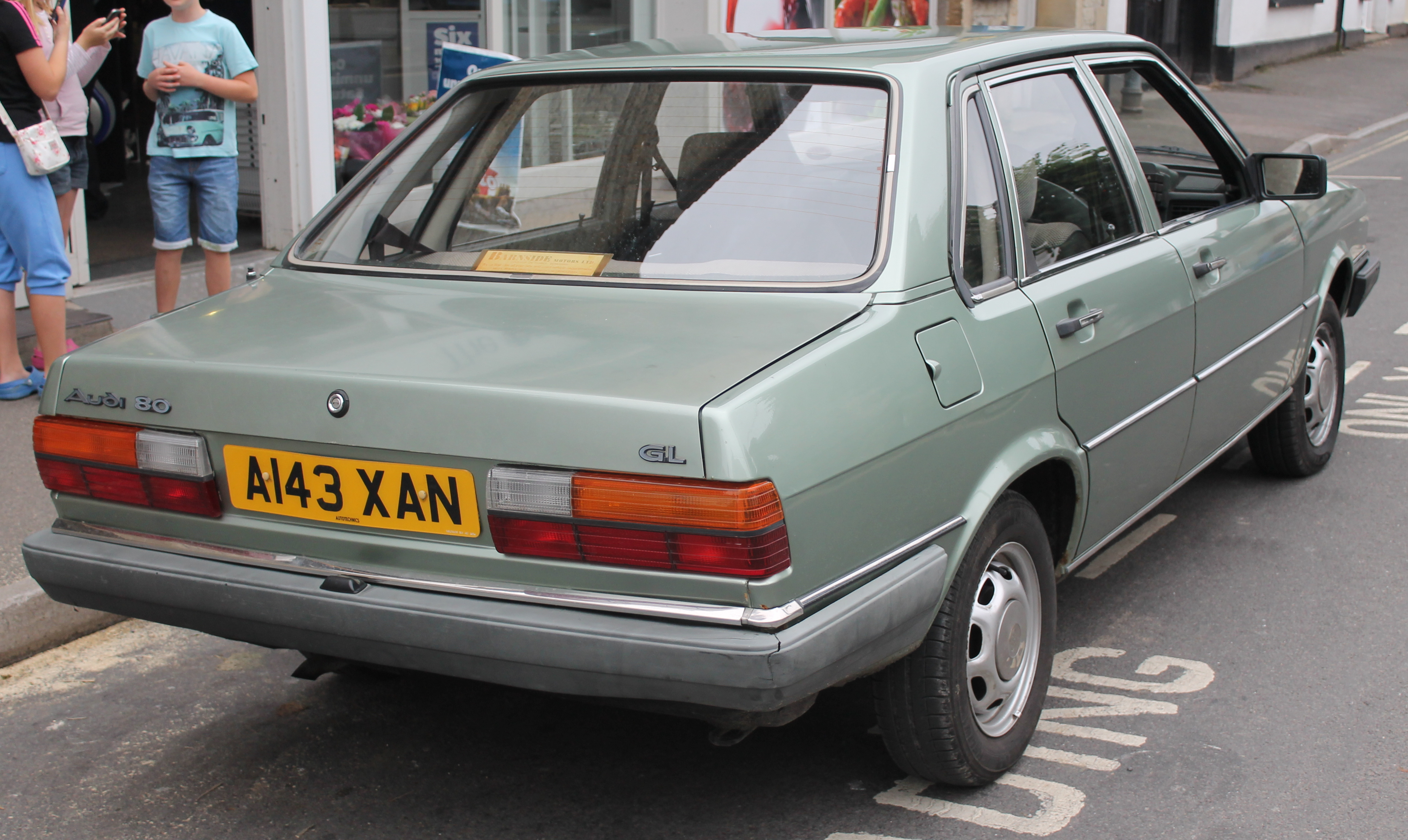
Audi 80 GL (Heckansicht)
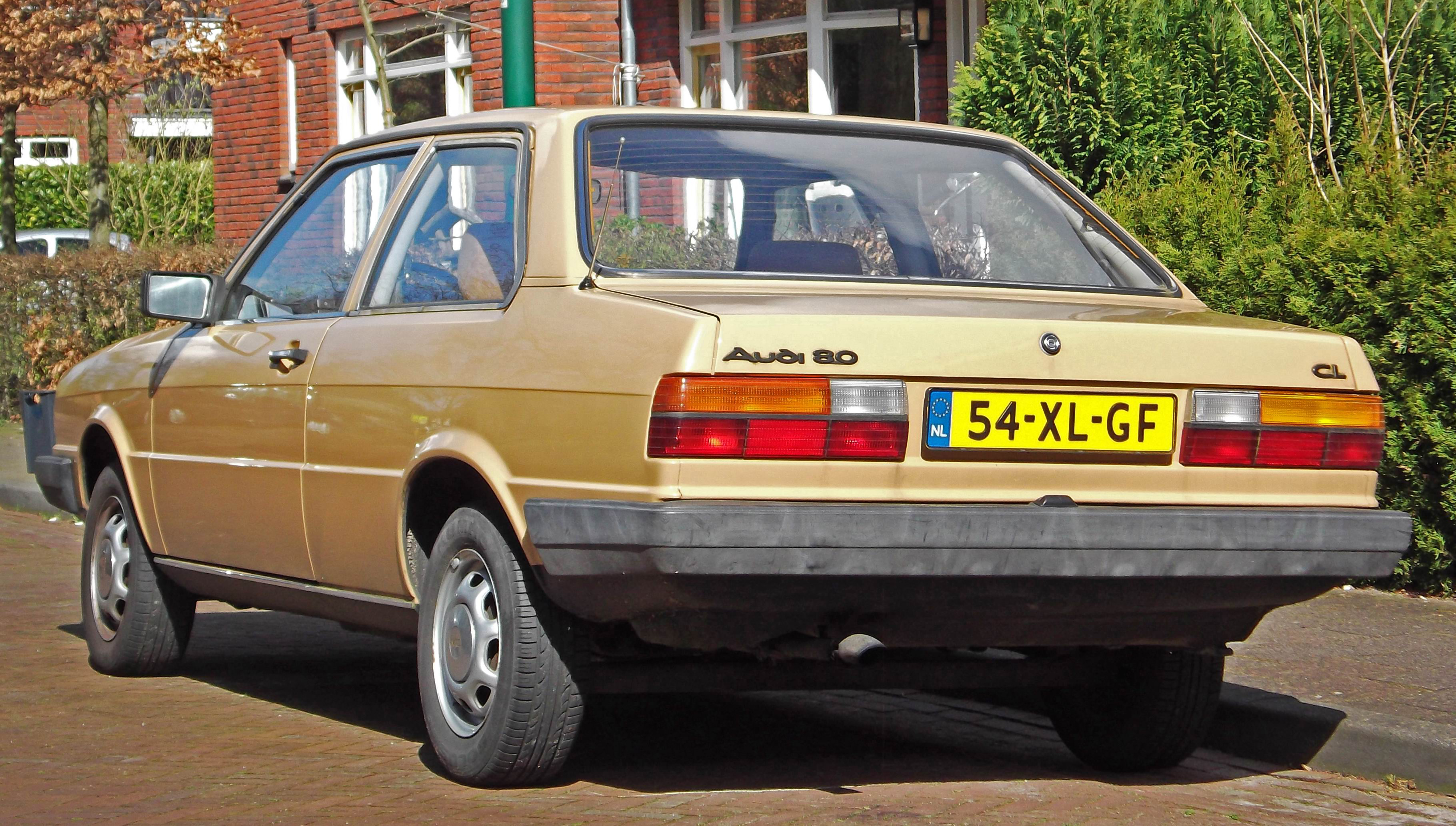
Audi 80 Zweitürer (1979–1984)
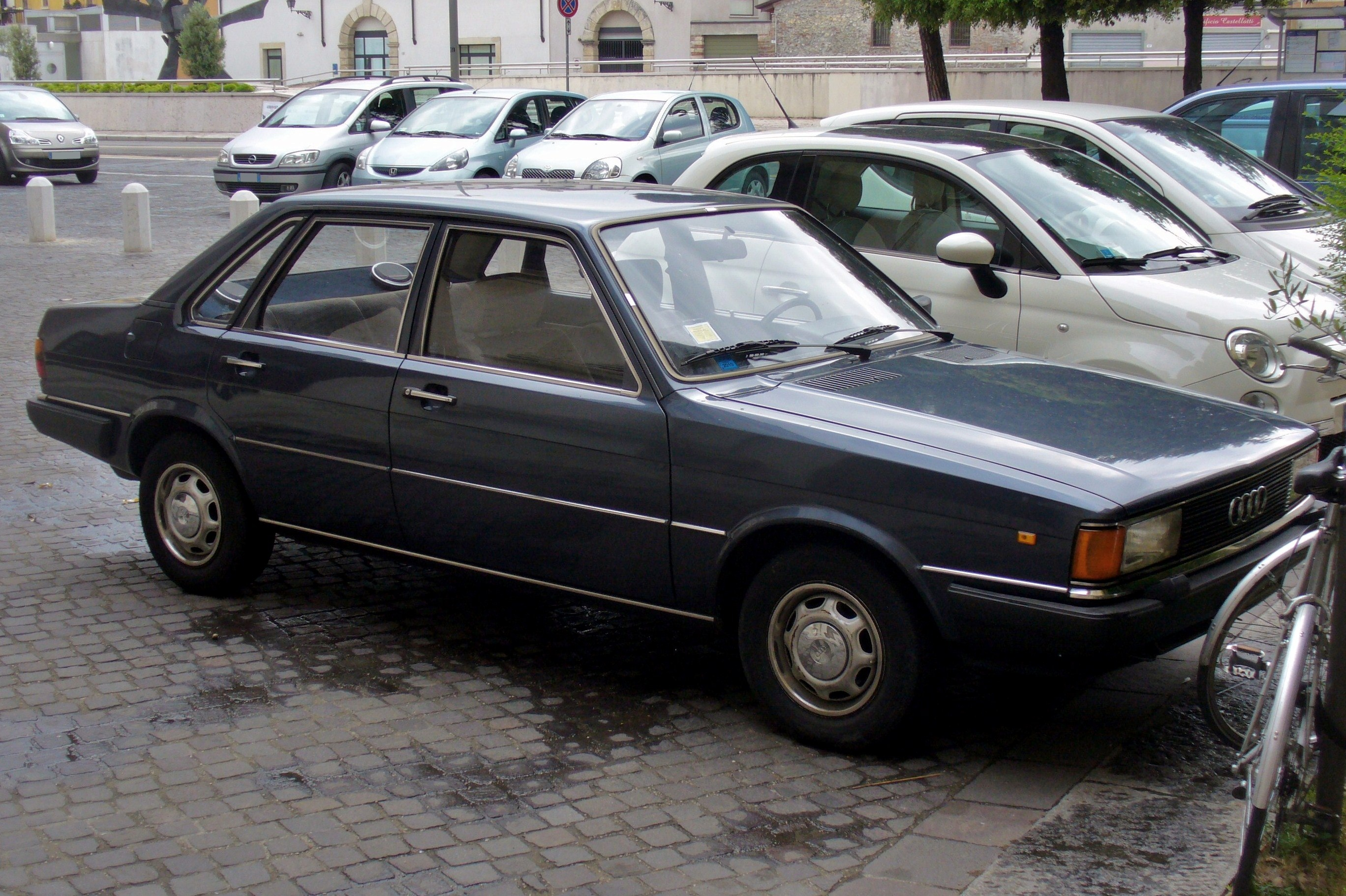
Audi 80 Formel E
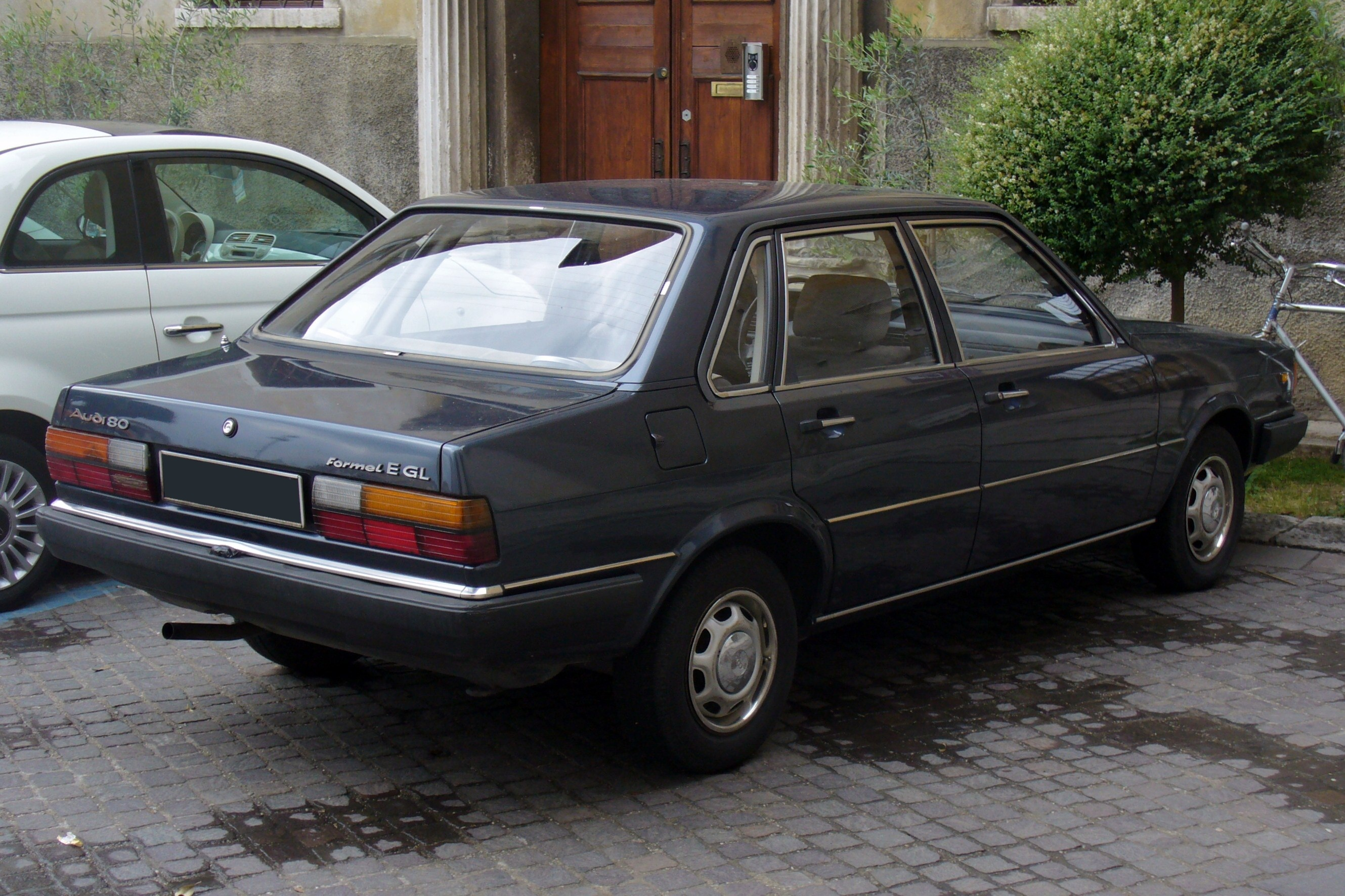
Audi 80 Formel E (Heckansicht)
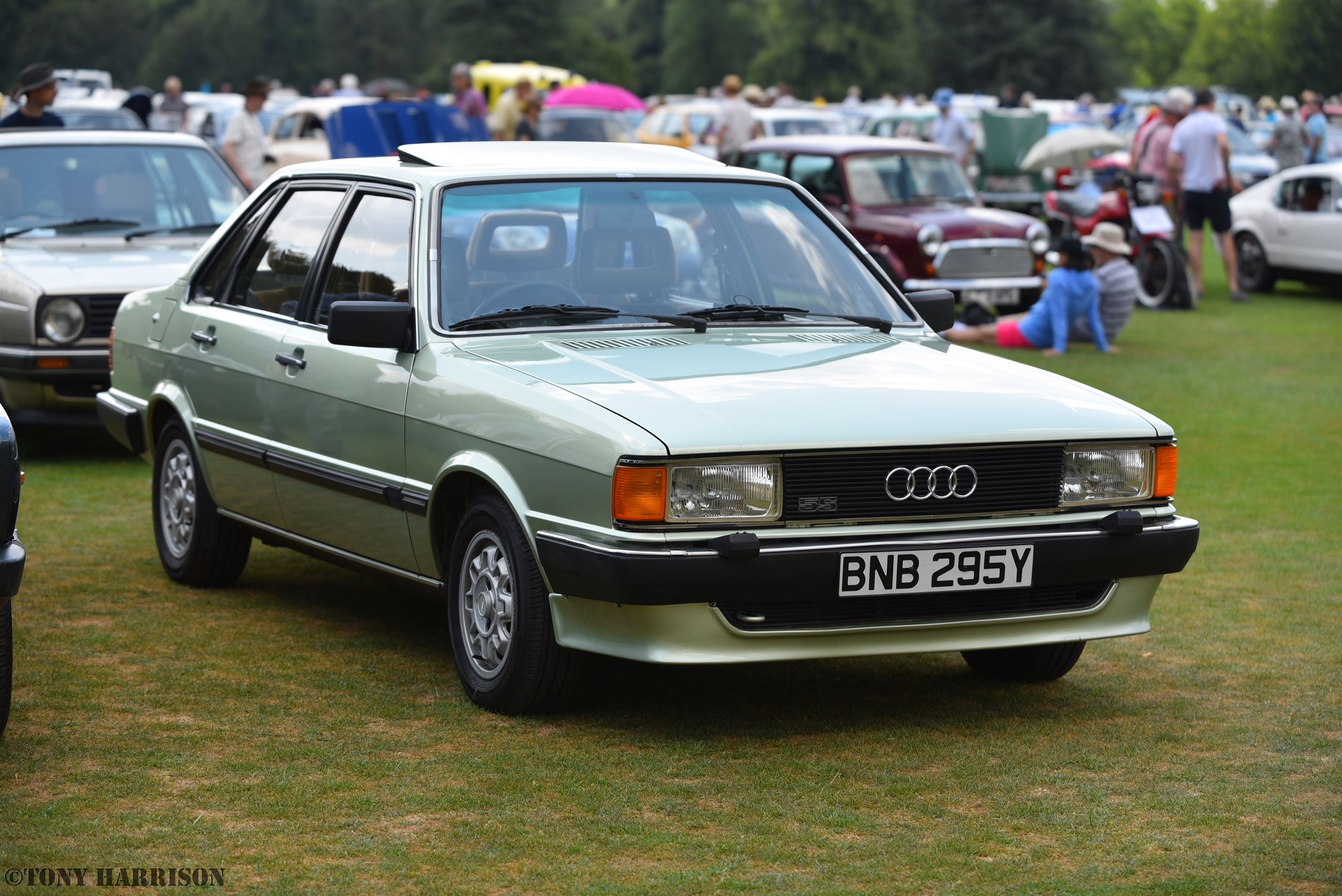
Audi 80 CD 5S
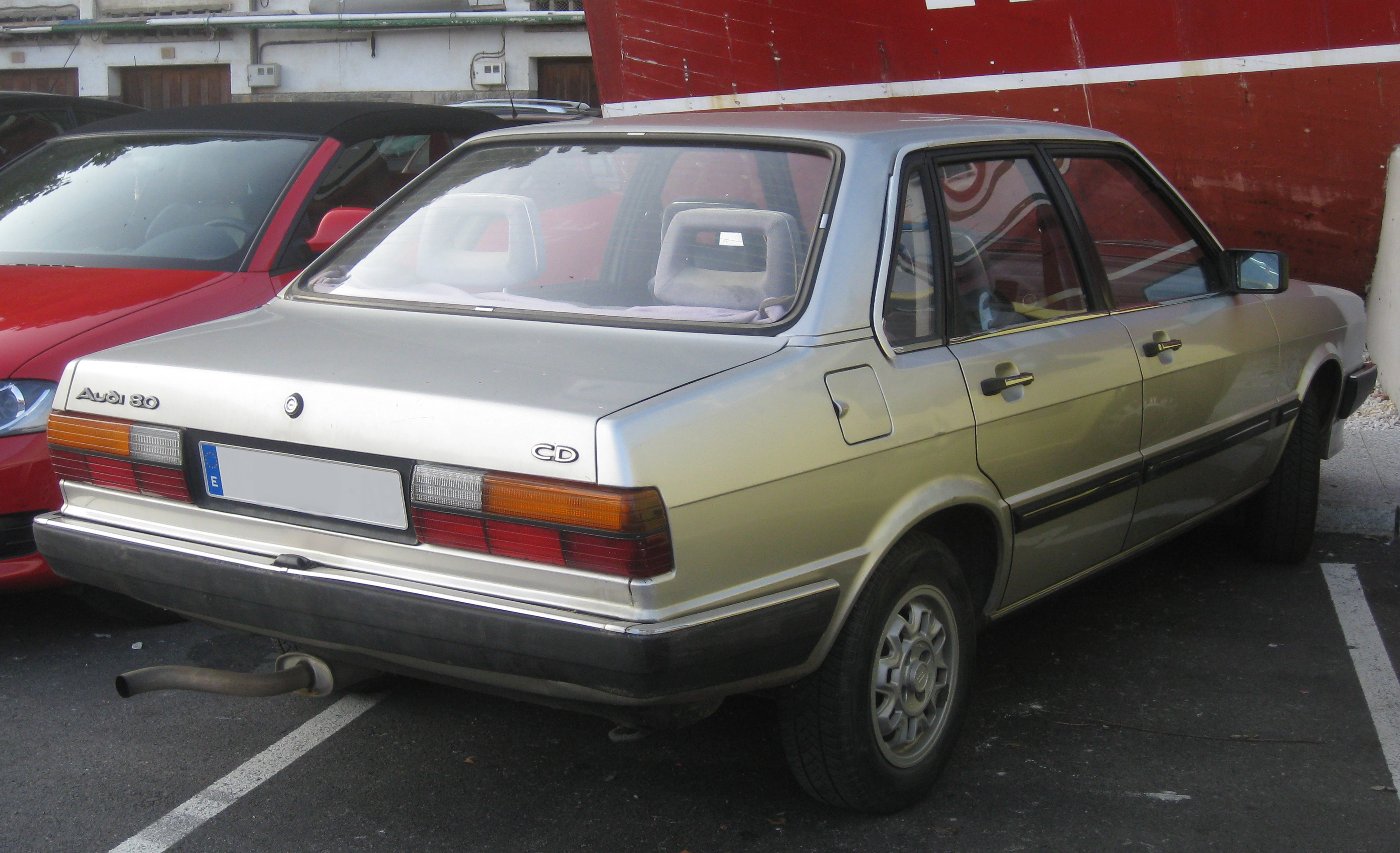
Audi 80 CD, Heckansicht
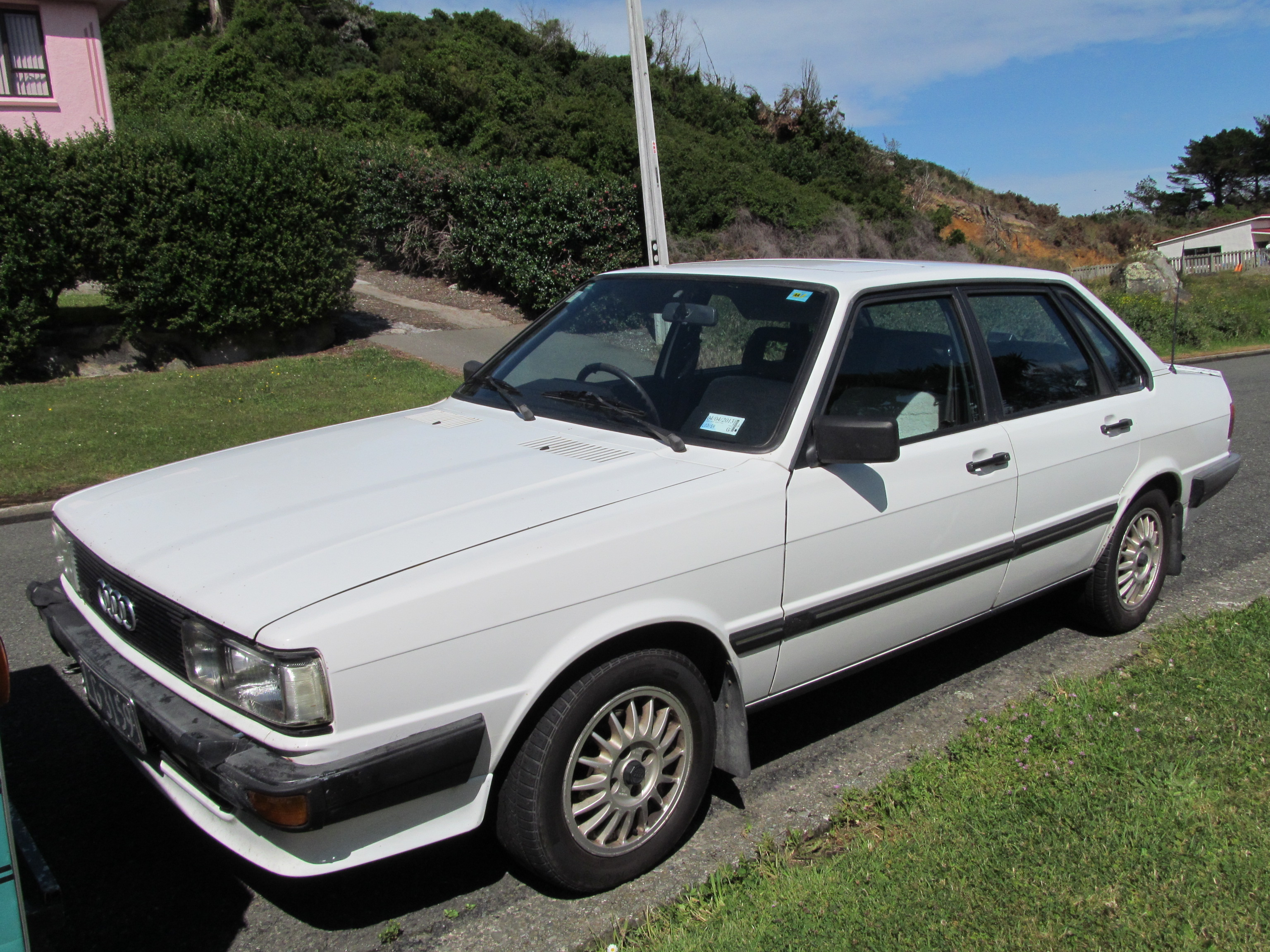
1983 Audi 80 Quattro
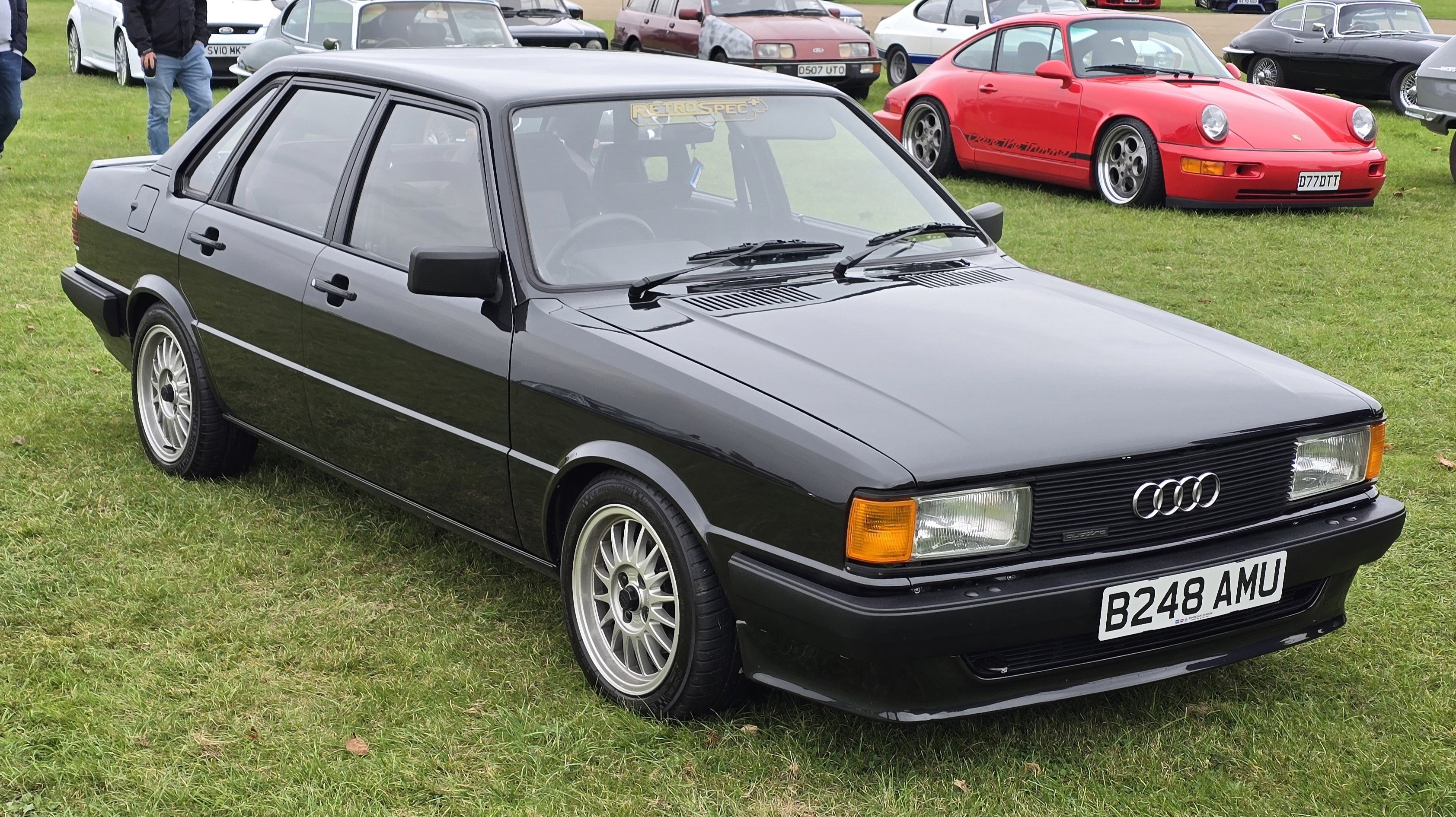
1983 Audi 80 Quattro (Rechtslenker)

### Modellpflege
Im Januar 1979 wurde der Audi 80 GLE mit 1588 cm³ Hubraum und 81 kW (110 PS) vorgestellt. Der Audi 80 GLE war das Topmodell der frühen Audi-80-Palette. Der 110-PS-Motor mit einer Bosch K-Jetronic war keine Neuheit. Im Gegensatz zum kriegerischen Vorgänger GTE war der Audi 80 GLE eher komfortorientiert konzipiert. So entsprach er weitestgehend der GLS-Ausstattung. Darüber hinaus besaß er außerdem eine Verbundglas-Windschutzscheibe. Aufgrund der hohen Nachfrage und Fertigungsengpässen wurde der Audi 80 GLE erst ab Frühjahr 1979 ausgeliefert. Der Startpreis lag bei 17.515 DM für den Viertürer.
Im Oktober 1980 ergänzte ein Dieselmodell mit 1,6 Litern Hubraum das Programm. Hierzu wurde das bereits seit 1976 im VW Golf angebotene 1,5-Liter-Aggregat weiterentwickelt. Der Hubraum wurde auf 1,6 Liter vergrößert und die Leistung erhöhte sich auf nun 54 PS (40 kW). Das Drehmoment stieg durch die Modifikationen auf nun 102 Nm bei 2000/min. Nach DIN 70030 betrug der Kraftstoffverbrauch mit dem serienmäßigen Vierganggetriebe 4,7 l/100 km bei konstant 90 km/h. Optional konnte der 40 kW starke Diesel auch mit einem Fünfgang-Schaltgetriebe bestellt werden, was den Verbrauch nochmals etwas senkte.
Alle Audi 80 erhielten 1981 zum Teil innovative Maßnahmen zur Kraftstoffeinsparung. Anstelle der damals noch verbreiteten kontaktgesteuerten Unterbrecherzündung gab es eine Transistorspulenzündung. Durch den drehzahlunabhängig kräftigen Zündfunken stets exakt im vorgesehenen Zündzeitpunkt verbesserte sich der Verbrennungsablauf und damit die Kraftstoffausnutzung. Durch besonders enge Toleranzen im Kurbeltrieb (vergleichbar mit Dieselmotoren) wurde in der Serienproduktion eine äußerste Annäherung an das vorgesehene Verdichtungsverhältnis angestrebt. Eine elektrische Gemischvorwärmung im Saugrohr verbesserte die Gemischaufbereitung während des Warmlaufens deutlich, sodass der Kraftstoffverbrauch in diesem Betriebszustand um 30 Prozent gesenkt werden konnte. Eine Leuchtdiode ließ einen Pfeil aufleuchten, wenn mit unnötig hoher Drehzahl gefahren wurde und es sich zur Kraftstoffeinsparung anbot, in den nächsthöheren Gang zu schalten. Das Aufleuchten des Pfeils wurde aus Motordrehzahl und anliegendem Unterdruck im Vergaser errechnet und reagierte um 1 Sekunde verzögert, um hektisches Blinken zu vermeiden. Bei nicht betriebswarmem Motor und im Schubbetrieb blieb die Leuchte stets ausgeschaltet. Zudem gab es eine Anzeige für den Kraftstoffmomentanverbrauch.

### Formel E
Ab Februar 1981 wurde der Audi 80 B2 (und teilweise auch Audi-Modelle) als Formel E angeboten, eine Energiesparvariante mit Maßnahmen zur Kraftstoffeinsparung. Diese Version umfasste serienmäßig ein Fünfganggetriebe mit lang übersetztem fünften Gang („4+E-Getriebe“) zur Drehzahlabsenkung sowie ein Stopp-Start-System. Mit diesem konnte der Motor per Knopfdruck am Scheibenwischerhebel, z. B. an Ampeln, ausgeschaltet und durch Betätigung von Kupplungs- und Gaspedal wieder gestartet werden.
Zusätzlich enthielt das Formel-E-Paket einen Bugspoiler, um den Auftrieb bei höheren Geschwindigkeiten zu reduzieren. Diese Maßnahmen senkten den Kraftstoffverbrauch um etwa einen Liter pro 100 km im Vergleich zum Standardmodell. Trotz der Einsparpotenziale blieb das Publikumsinteresse hinter den Erwartungen zurück.

### Turbo-Diesel
Ab 1982 war das Dieselmodell des Audi 80 wahlweise auch mit einem Abgasturbolader erhältlich. Auf dem Genfer Autosalon im März 1982 stellte Audi den neuen 1,6-Liter Diesel-Motor mit Turbolader. Das neue Triebwerk hatte eine Leistung von 70 PS (51 kW) und brachte den Audi 80 auf eine Spitzengeschwindigkeit von 158 km/h. Dafür begnügte sich der Motor mit einem für die damalige Zeit sehr moderaten Verbrauch von 4,8 Liter auf 100 km bei Kontakt 90 km/h. Serienmäßig wurde der Turbodiesel mit einem verbrauchssenkendem 4+E-Getriebe, bei dem die Spitzengeschwindigkeit im 4. Gang erreicht wurde. Der E-Gang war zum verbrauchsoptimierten Fahren mit niedriger Drehzahl besonders lang ausgelegt.
Für den Turbo-Diesel war ein Automatikgetriebe mit einer Besonderheit angekündigt, das jedoch tatsächlich in der Serie nur beim 40 kW Saugdiesel ab Mj. 1983 zum Einsatz kam: Die Fahrstufe „E“ (für Entkopplung) war ähnlich wie die bekannte Fahrstufe „D“, jedoch wurde hier der Motor vom Antriebsstrang getrennt, sobald das Gasbedal freigegeben wurde.
Den Audi 80 Turbodiesel gab es ausschließlich als viertürige Limousine und zunächst nur in den Ausstattungsklasse CL sowie in der Top-Ausstattung CD, aber bereits zum Modelljahr 1983 konnte man den Turbodiesel-Motor auch in Kombination mit den C- und GL-Ausstattungen bestellen.

### Neuordnung Modelljahr 1982
Im August 1981 wurde das Modellprogramm neu geordnet. Die „S“-Kennzeichnung der 1,6-Liter-Vergasermotoren entfiel ersatzlos, was die Kennzeichnungen für die Kunden transparenter machte. Das etwas lieblose bisherige Grundmodell war nur selten bestellt worden. Das neue Einstiegsmodell hieß nun „Audi 80 C“ und sollte mit besserer Ausstattung frischen Wind in die Verkaufszahlen bringen. Der Audi 80 C wurde nur mit dem 60 PS starken 1,3-Liter-Motor und einem 3+E-Getriebe oder dem 54 PS starken Dieselmotor ausgeliefert. Die Sitze waren serienmäßig in einem Streifendesign-Stoff der Farbe Negro/Gobibeige oder alternativ gegen Aufpreis in Negro-farbenem Kunstleder erhältlich. Die Kunstleder-Faben Azur und Sand waren nur noch den CL/GL-Modellen vorenthalten. Die L-Ausstattung hieß nun „CL“ und bekam ein neues Stoff-Design in der Optik „Rhombus“.
Als anspruchsvollstes Modell wurde ab Sommer 1981 der Audi 80 CD mit dem 1,9 Liter/115 PS Fünfzylinder-Vergasermotor ins Programm aufgenommen, der kurz zuvor für das Audi Coupé B2 neu entwickelt worden war. Rahmenkopfstützen vorne und hinten, Waben-Velourstoff, höhenverstellbaren Fahrersitz, 4+E-Getriebe, Drehzahlmesser, Mittelarmlehne hinten, Vierspeichenlederlenkrad, Scheinwerferreinigungsanlage, Aluminiumräder, Nirosta-Abdeckungen auf den Stoßstangen, Frontspoiler in Wagenfarbe, mattoxierte Regenrinnen und Zierleisten, Nirostafensterschachtleisten waren Teil des CD-Pakets. Der Audi 80 CD wurde ausschließlich als viertürige Limousine angeboten.
Nach dem im März 1980 vorgestellten Audi quattro war der im November 1982 erschienene Audi 80 quattro 5E mit 100 kW (136 PS) der zweite Audi mit permanentem Allradantrieb. Äußerlich wurde er dem Audi Coupé B2/Audi quattro angepasst. Dieses Modell mit der internen Bezeichnung Typ 85 war die erste allradgetriebene Limousine von Audi – im Laufe der Jahre wurde danach jedes Audi-Modell wahlweise auch mit dem quattro-Antrieb verfügbar. Der geplante Verkaufsanteil von 30 Prozent wurde jedoch bei weitem nicht erreicht, erst Jahre später nimmt diese Antriebsart bei Audi einen bedeutenden Anteil ein.
Von Februar 1983 bis März 1984 wurde erneut die GTE-Ausstattungsvariante angeboten. Diesmal auf dem 1,8 l mit 82 kW (112 PS) basierend und mit Fünfganggetriebe ausgestattet. Der Audi 80 GLE entfiel. Im Modelljahr 83 wurden nur 3 Farben für den GTE angeboten, nämlich Alpinweiß, Zermattsilbermetallic und Montegoschwarzmetallic. Die Türen im unteren Drittel bekamen einen Dekorstreifen mit dem GTE-Schriftzug, die serienmäßigen 13"-Aluminiumräder waren in alpinweiß lackiert, ebenso wie die Audi-Ringe im Grill und die Embleme am Heck.

### Modellpflege ab 1984
Im Juni 1984 wurde eine umfassende Modellpflege für die Audi 80 B2 (gleichzeitig mit dem Audi Coupé B2) vorgestellt, deren Verkaufsstart im August 1984 erfolgte. Ziel war es, das Design an die aerodynamisch optimierte Linienführung des Audi 100 C3 anzupassen, der 1982 als besonders strömungsgünstig galt. Die Änderungen konzentrierten sich auf eine Verbesserung der Aerodynamik, die den Luftwiderstandsbeiwert (Cw-Wert) von 0,41 auf 0,39 senkte:
Der Kühlergrill wurde geneigt, die Scheinwerfer erhielten ein angepasstes Profil, und der bisherige Frontspoiler unter dem Stoßfänger entfiel. Stattdessen wurde ein neuer, wuchtigerer Stoßfänger mit abgerundeten Kanten und einer Verkleidung aus schwarzem Kunststoff eingeführt. Neue Radabdeckungen im Stil der Audi 100 C3 wurden verwendet, um die aerodynamische Optik zu unterstreichen. Die Ladekante des Kofferraums wurde bis auf Höhe der Stoßstange abgesenkt, um den Zugang zu erleichtern. Die zweiteiligen Rückleuchten wurden vergrößert und den Rückleuchten des Audi 100 C3 angeglichen, wobei die inneren Heckleuchten in den Kofferraumdeckel integriert waren. Der hintere Stoßfänger erhielt ebenfalls eine Kunststoffverkleidung mit abgerundeten Kanten.
Im Innenraum wurden Armaturenbrett und Cockpit modernisiert, neue Stoffe und Farbmuster eingeführt, und das Modellprogramm wurde neu strukturiert. Die Ausstattungsvarianten der Audi 80 B2 ab 1984 umfassten:
- Basismodell: Mit 1,3-Liter-Motor (60 PS), 1,6-Liter-Motor (75 PS), 1,8-Liter-Motor mit Katalysator (88 PS) und 1,6-Liter-Diesel (54 PS).
- CC: Mit 1,3-Liter-Motor (60 PS), 1,6-Liter-Motor (75 PS), 1,8-Liter-Motor ohne Katalysator (90 PS), 1,6-Liter-Diesel (54 PS) und 1,6-Liter-Turbodiesel (70 PS).
- CD: Wie CC, jedoch ohne den 1,3-Liter-Motor (60 PS).
- CD quattro: Mit 1,8-Liter-Motor ohne Katalysator (90 PS).
- GTE: Mit 1,8-Liter-Einspritzmotor (112 PS).

Die bekannten Fünfzylindermotoren waren ab 1984 ausschließlich dem neuen Schwestermodell Audi 90 vorbehalten, das luxuriöser ausgestattet war und beispielsweise hochwertigere Stoffe, Edelstahleinlagen in den Stoßleisten, Breitbandscheinwerfer sowie die wuchtigeren Stoßstangen und Schwellerverkleidungen des Audi Coupé GT erhielt. Der Audi 90 war ebenfalls als quattro erhältlich. Eine Ausnahme bildete der seltene Audi 90 Turbodiesel mit einem Vierzylindermotor.
Die Motorenpalette der Audi 80 wurde leicht überarbeitet: Die 1,6- und 1,8-Liter-Ottomotoren wurden erneuert, wobei der 1,8-Liter-Motor nun sowohl mit Vergaser als auch mit Einspritzung (inklusive Katalysator) verfügbar war. Beide 1,8-Liter-Motoren wurden auch im quattro mit Allradantrieb angeboten, wobei die Quattro-Modelle weiterhin die Typbezeichnung Typ 85 trugen, obwohl sie äußerlich dem Typ 81 ähnelten.
Im Januar 1985 wurden die Ausstattungsvarianten GTE und CC mit dem 1,8-Liter-Motor auch mit Allradantrieb angeboten. Zudem wurde der 1,8-Liter-Einspritzmotor mit Katalysator auf die Varianten CC und CD ausgeweitet. In der zweiten Jahreshälfte 1985 erhielten auch die Allradmodelle, einschließlich der GTE quattro mit einer leistungsstärkeren Version des 1,8-Liter-Motors, sowie die GTE mit Frontantrieb einen Katalysator.
Exklusiv für die Niederlande wurde ab 1985 der Audi 80 CS angeboten, in den Motorvarianten mit 55 kW (75 PS) mit Viergang- oder „4+E“-Getriebe oder 66 kW (90 PS) mit „4+E“-Getriebe. Um die Verkäufe der Audi 80 weiter anzukurbeln, wurde ab Oktober 1985 für die Modelle mit 75- und 90-PS-Motoren die Innenausstattung des Audi 80 GTE angeboten. Zunächst waren sechs Außenfarben (z. B. Amazonasblaumetallic, Zermattsilbermetallic) verfügbar, ab 1986 vier (Tornadorot, Alpinweiß, Steingraumetallic, Graphitmetallic). Die serienmäßige Ausstattung entsprach, bis auf die Zusatzinstrumente, der des GTE. Ab April 1986 konnten für dieses Modell fast alle Motoren geliefert werden.
Die Audi 80 B2 war mit über 1,3 Millionen produzierten Einheiten die am häufigsten gebaute Generation der Modellreihe. Aufgrund ihres Alters begann jedoch ihre Marktposition zu schwächeln, da der Nachfolger, die dritte Generation (B3), bereits in der Entwicklung war. Im August 1986 wurde die Produktion des B2 zugunsten des Nachfolgers B3 eingestellt.

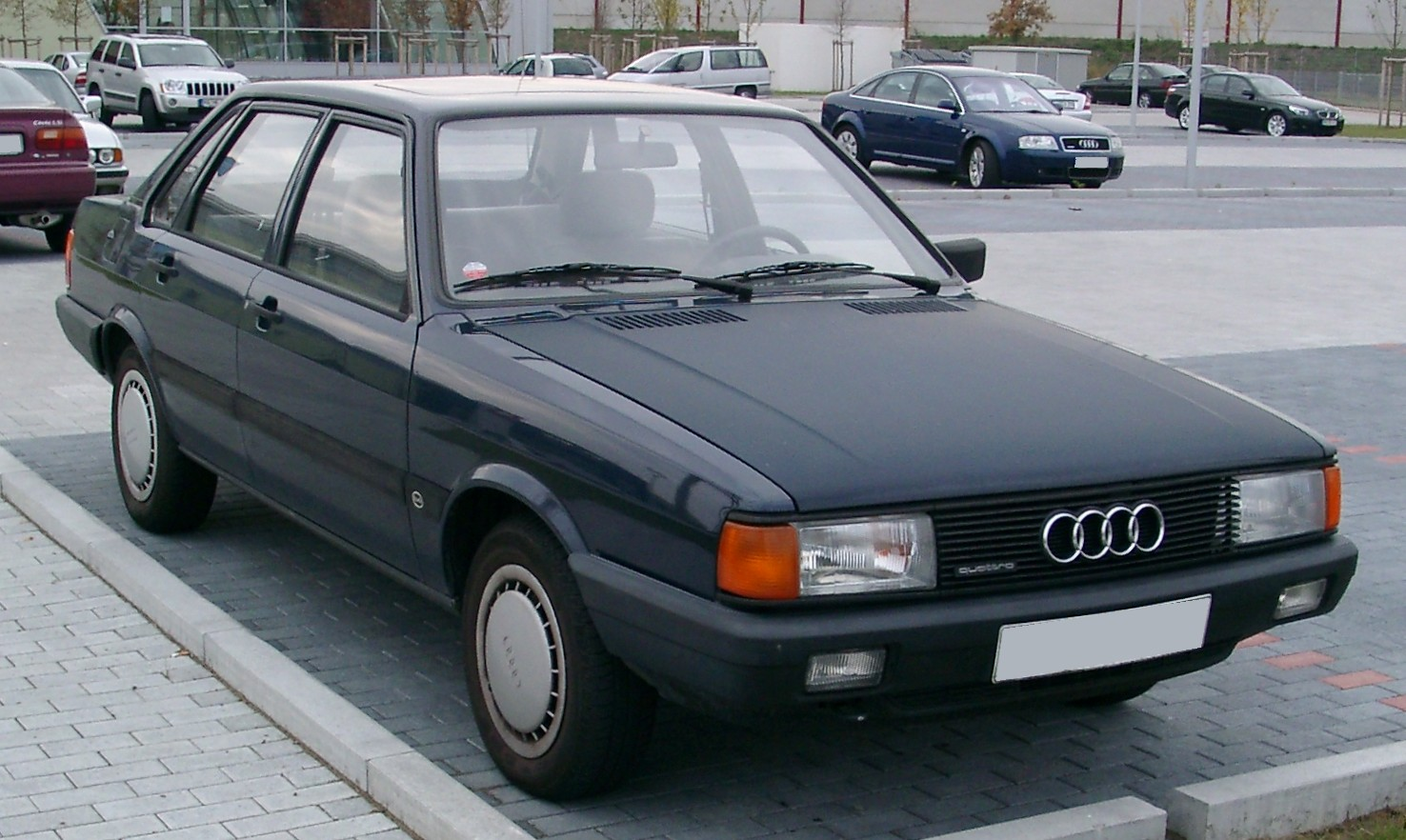
Audi 80 (1984–1986)
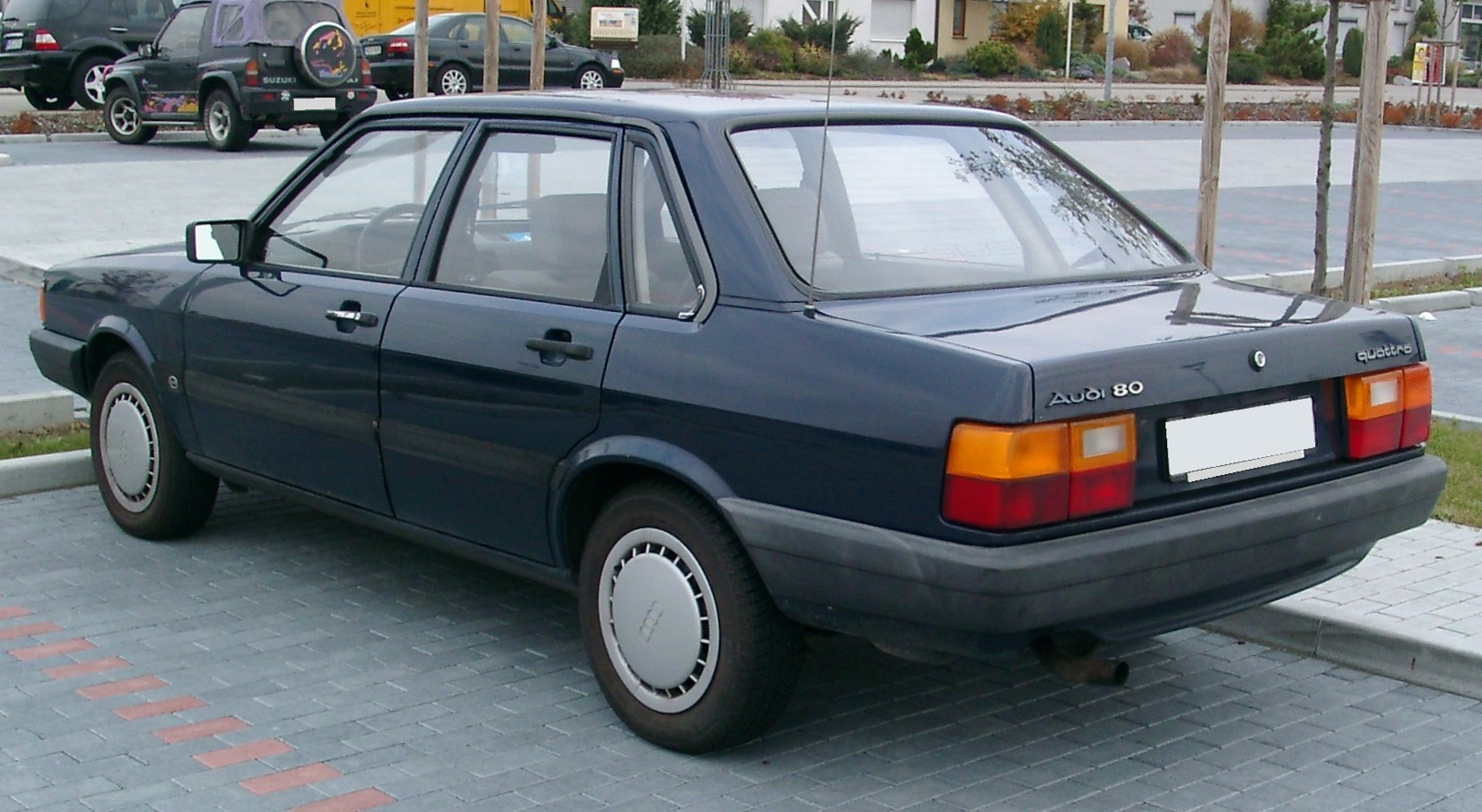
Audi 80 Heckansicht (1984–1986)
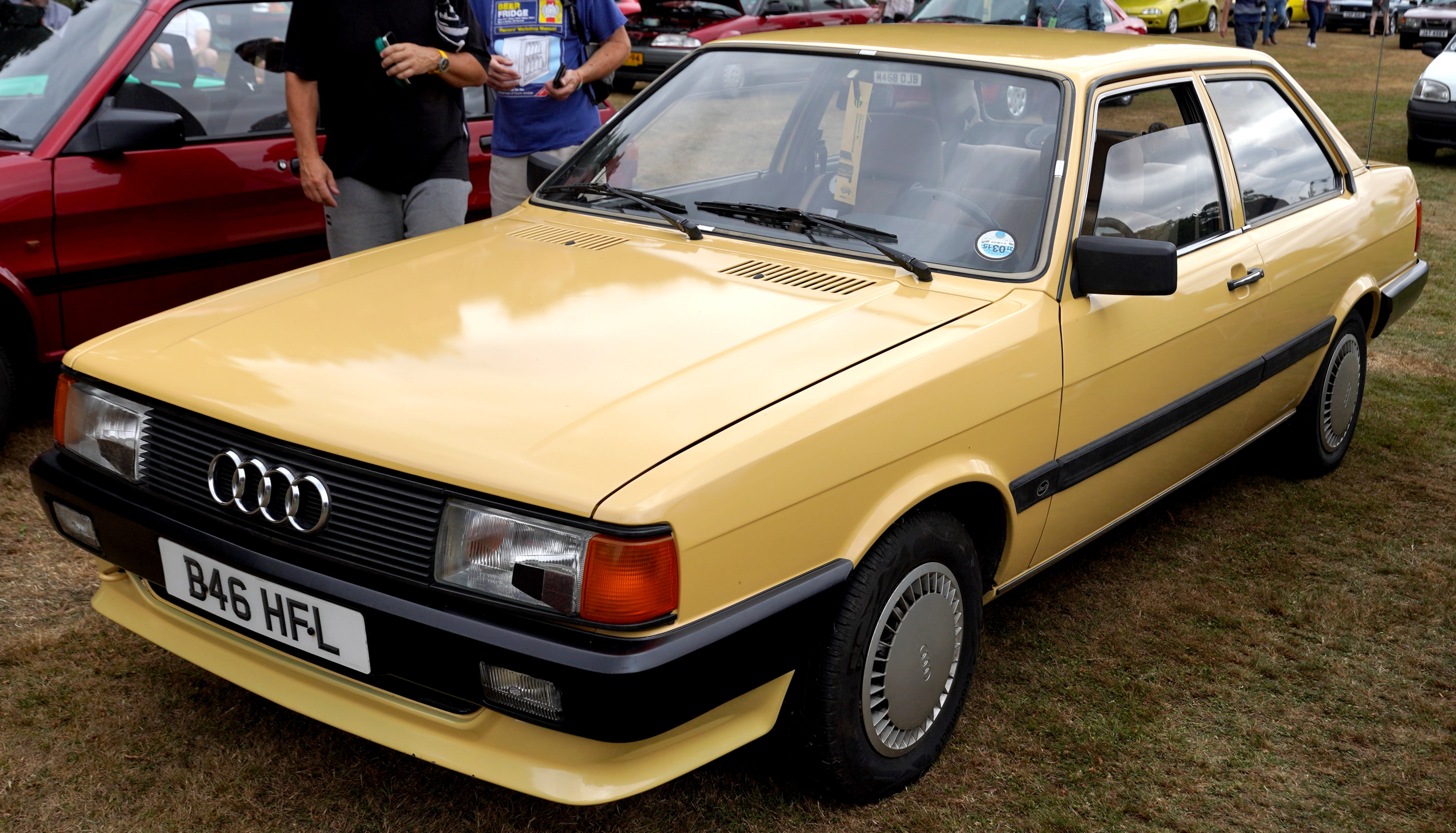
Audi 80 CC (Zweitürer)
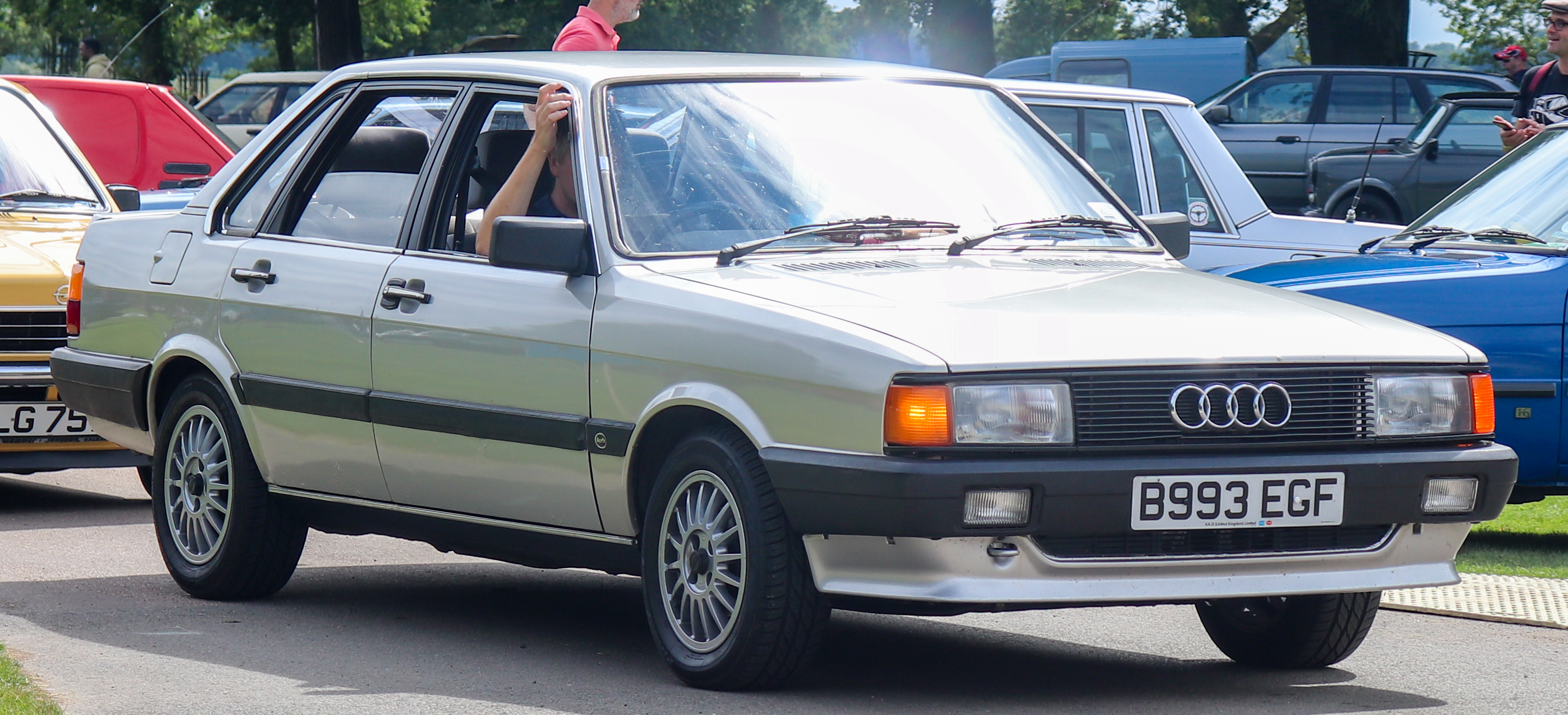
Audi 80 GL (1984–1986)
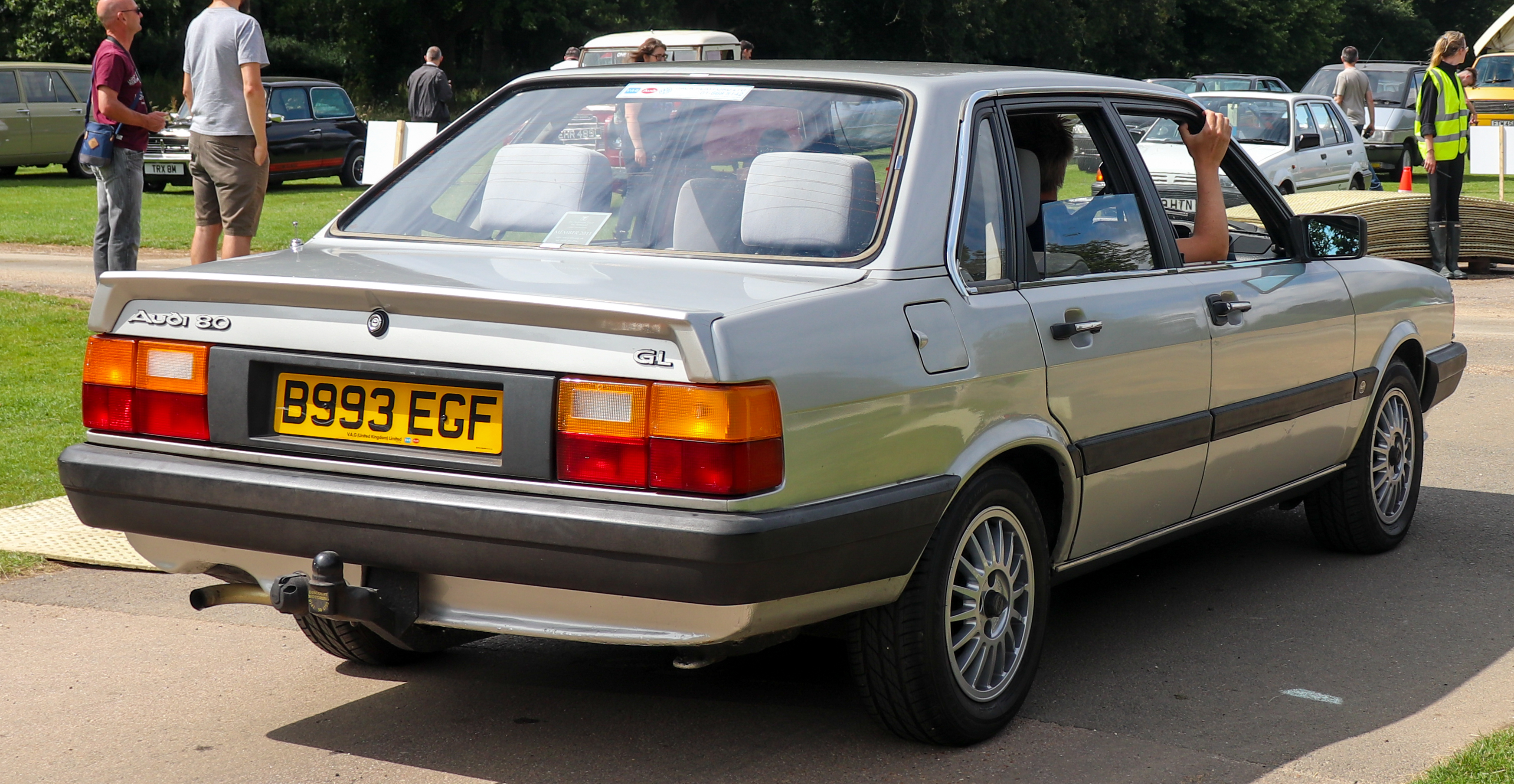
Audi 80 GL (1984–1986)
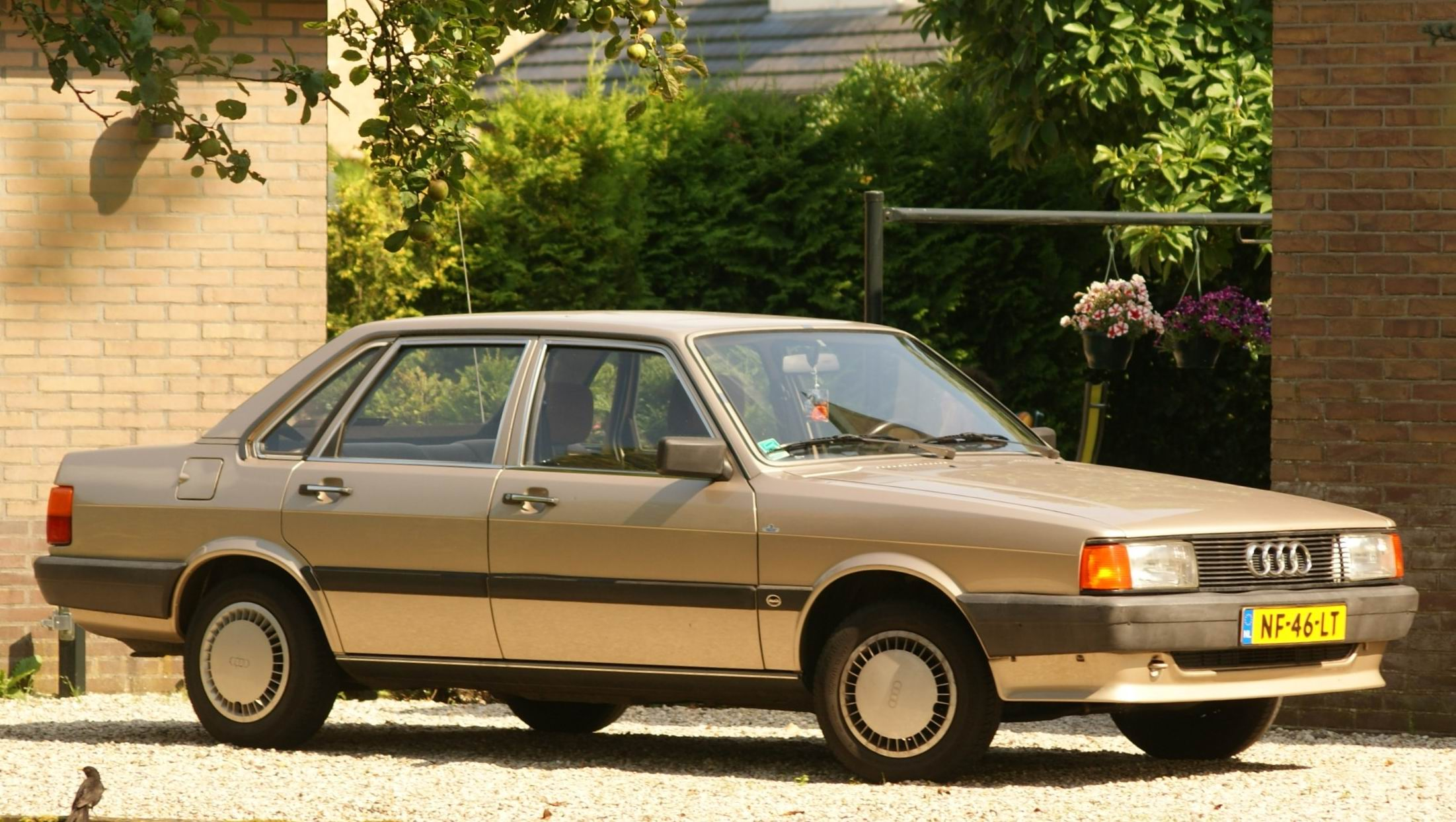
Audi 80 CC
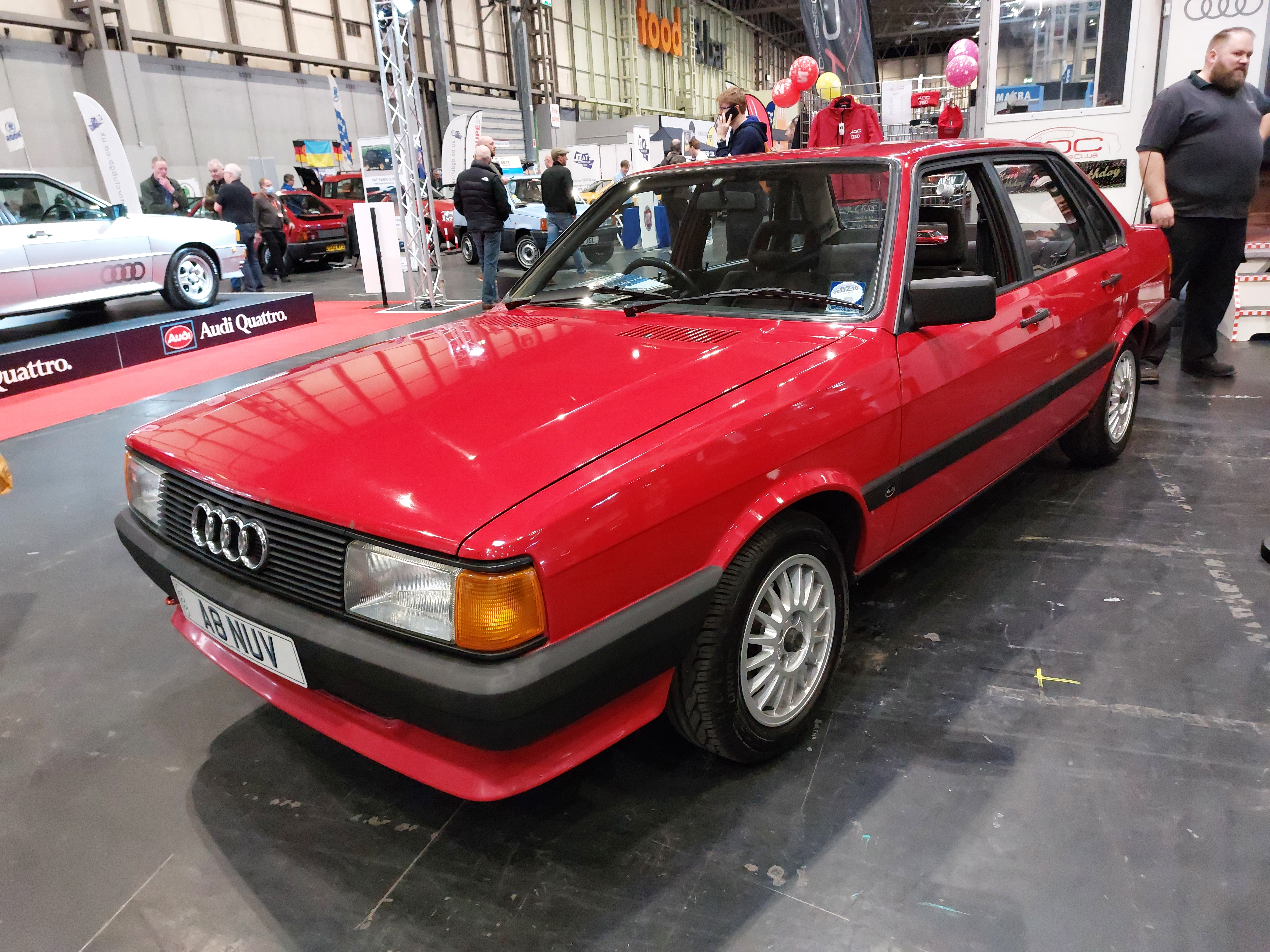
Audi 80 GTE (Rechtslenker)
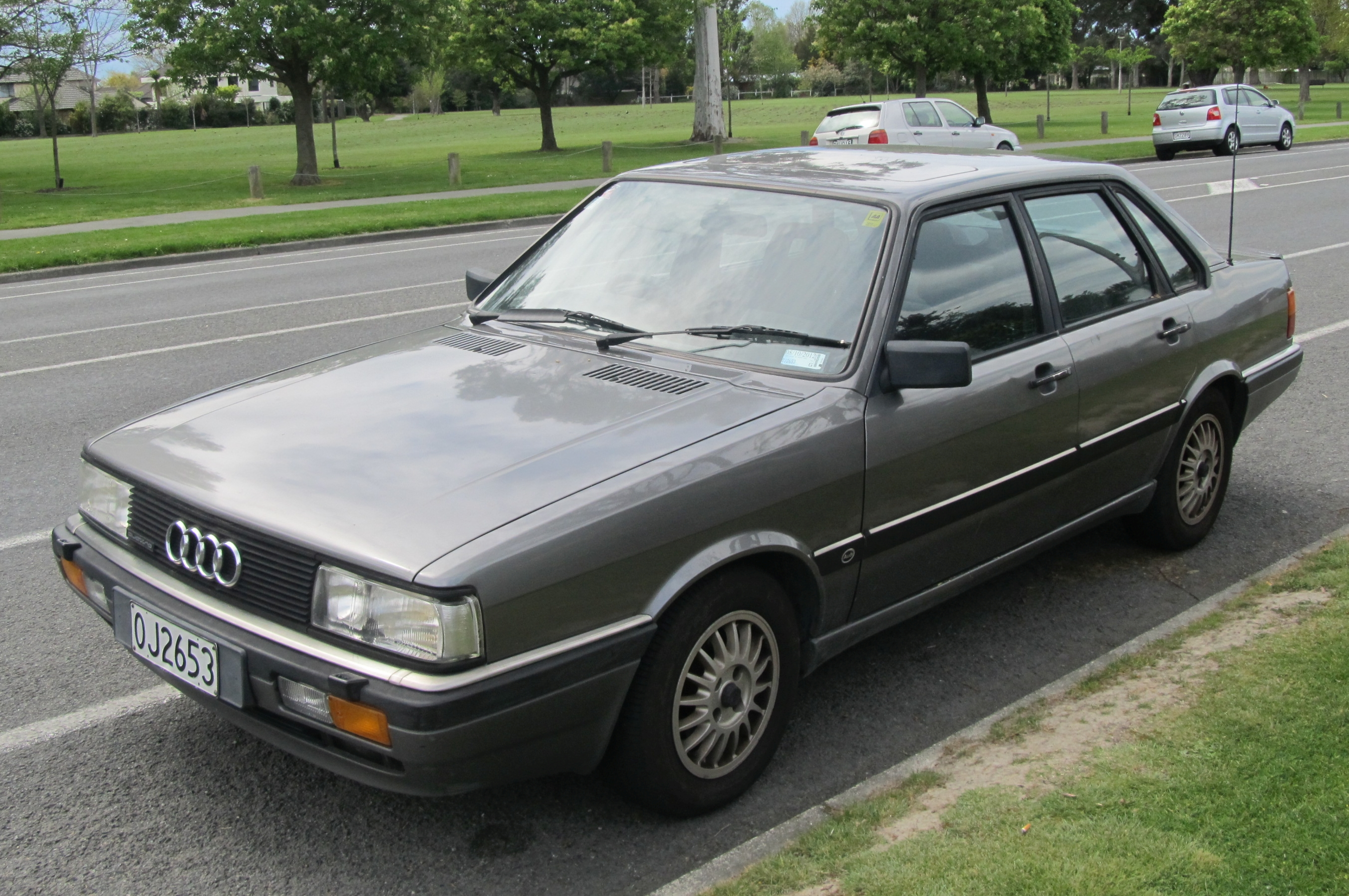
Audi 90 (1984–1986)
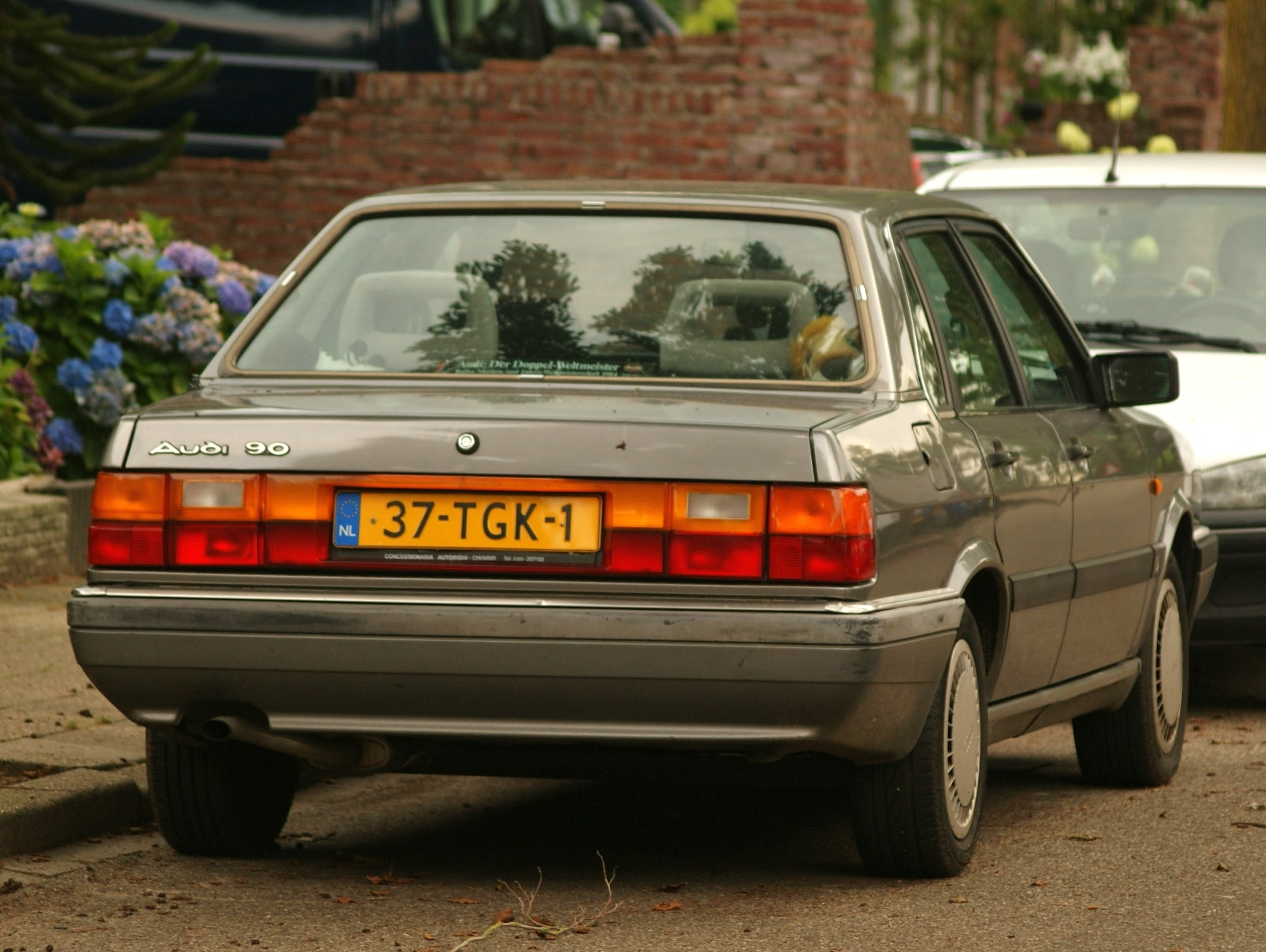
Audi 90 (1984–1986)

### Produktion
Produziert wurde der Audi 80 in erster Linie in Ingolstadt, jedoch liefen über die Jahre auch knapp 210.000 Fahrzeuge im VW-Werk in Emden vom Band, wo auch die auf der gleichen Plattform basierenden VW Passat und Santana hergestellt wurden. Vielfach wird den Audi 80 aus Emden eine Neigung zu Korrosionsschäden nachgesagt, was erklären würde, warum man sie heutzutage kaum noch findet. Tatsächlich ist wegen der Nähe zu den Seehäfen der Export-Anteil der dort produzierten Audi 80 besonders hoch.

### Trivia
Wegen anfänglicher Verzögerungen beim Serienanlauf wurden einige Fahrzeuge aus der Vorserienproduktion als Vorführwagen an Händler ausgeliefert. Sie unterschieden sich durch einen anderen Kabelbaum und die Verwendung leicht abweichender Karosserie- und dazugehöriger Anbauteile (Türgriffe etc.) und Aggregate, teilweise solche des damals gebauten Audi 100, vom späteren Serienmodell. Außerdem wurden, wo möglich, fast alle Verschraubungen an diesen Fahrzeugen mit damals im Fahrzeugbau noch eher selten anzutreffenden Innensechskantschrauben ausgeführt.
Alle diese Fahrzeuge waren in dem Farbton Inarisilber-Metallic (silbergrün,  VAG Farbcode L94A) lackiert, der jedoch bei den Vorserienfahrzeugen ein wenig gelblicher ausfiel als der identisch bezeichnete Farbton der späteren Serienmodelle.
Ursprünglich nicht für den Verkauf an Endkunden bestimmt, kamen einige dieser Fahrzeuge schließlich über Mitarbeiterverkäufe doch auf den (Gebraucht-)Markt. Sie fielen durch einen gegenüber dem Serienmodell teilweise deutlich besseren Rostschutz auf, aber auch durch permanente Probleme bei Ersatzteilbeschaffung, Elektrikreparaturen und Lackarbeiten.
In der „Eberhoferkimi“-Reihe (Dampfnudelblues, Winterkartoffelknödel, Schweinskopf al dente und Grießnockerlaffäre) ist häufig ein Audi 80 B2 als Streifenwagen des Hauptdarstellers Franz mit Polizei-Sonderausstattung zu sehen. Obwohl kein Mangel daran festzustellen ist, muss Franz sich für diesen Youngtimer Häme gefallen lassen, der Wagen wird als „Polizeiinspektion-1-Gedächtniskarren“ verspottet.

## Technische Daten
Im Folgenden werden die Merkmale der Modellpalette des Audi 80 B2 zusammengefasst. Die angegebenen Preise sind in DM und beziehen sich auf die günstigste Ausstattungsvariante für die jeweilige Motorisierung und den Zeitpunkt der Markteinführung in Deutschland.
| Modell | Motor           | Hubraum         | Kraftstoffsystem                                               | Leistung PS/min | Drehmoment Nm/min | Antrieb          | Getriebe/Anzahl Gänge | Leergewicht (kg) | Höchstgeschwindigkeit (km/h) | Beschleunigung 0–100 km/h | Verbrauch (L/100 km) | Baujahre          | Produzierte Einheiten | Preis damals in DM |
| Benzinversionen | Benzinversionen | Benzinversionen | Benzinversionen                                                | Benzinversionen | Benzinversionen   | Benzinversionen  | Benzinversionen       | Benzinversionen  | Benzinversionen              | Benzinversionen           | Benzinversionen      | Benzinversionen   | Benzinversionen       | Benzinversionen    |
| --- | --------------- | --------------- | -------------------------------------------------------------- | --------------- | ----------------- | ---------------- | --------------------- | ---------------- | ---------------------------- | ------------------------- | -------------------- | ----------------- | --------------------- | ------------------ |
| 80 1.3 | EA827 (FY)1     | 12721           | Vergaser Solex 32 PDSIT                                        | 55/5800         | 92/3400           | Vorderradantrieb | Manuell 4 Gänge       | 910              | 145                          | 17,5                      | 8,9                  | 09-1978-08/1980   | 139.597               | 12.295             |
| 80 1.3 | EA827 (FY)1     | 12721           | Vergaser Solex 32 PDSIT                                        | 55/5800         | 95/3800           | Vorderradantrieb | Manuell 4 Gänge       | 910              | 145                          | 17,5                      | 8,9                  | 08/1980 – 08/1981 | 139.597               | 13.660             |
| 80 1.3 | EA827 (FY)2     | 12962           | Vergaser Solex 34 PDSIT                                        | 60/5600         | 100/3500          | Vorderradantrieb | Manuell 3+E           | 950              | 150                          | 15,5                      | 6,6                  | 08-1981-08/1986   | 139.597               | 14.845             |
| 80 1.6 (75 PS) | EA827 (WV)      | 1588            | Vergaser Solex 35 PDSIT                                        | 75/5600         | 121/3200          | Vorderradantrieb | Manuell 4 Gänge       | 950              | 160                          | 13,8                      | 8,9                  | 09/1978 – 08/1979 | 725.251               | 13.715             |
| 80 1.6 (75 PS) | EA827 (WV)      | 1588            | Vergaser Pierburg 1B3 oder 2B2                                 | 75/5600         | 121/3200          | Vorderradantrieb | Manuell 4 Gänge       | 950              | 160                          | 13,8                      | 8,9                  | 08-1979-04/1980   | 725.251               | 14.950             |
| 80 1.6 (75 PS) | EA827 (WV)      | 1588            | Vergaser Pierburg 1B3 oder 2B2                                 | 75/5600         | 121/3200          | Vorderradantrieb | Manuell 4+E           | 950              | 156                          | 15,9                      | 9,5                  | 04/1980 – 08/1983 | 725.251               | 15.680             |
| 80 1.6 (75 PS) | EA827 (DT)      | 1595            | Vergaser Pierburg 2E2                                          | 75/5000         | 125/2500          | Vorderradantrieb | Manuell 4 Gänge       | 950              | 160                          | 13,8                      | 8,4                  | 08/1983 – 08/1986 | 725.251               | 17.515             |
| 80 1.6 (85 PS) | EA827 (YP)      | 1588            | Vergaser Solex 32/35 TDID                                      | 85/5600         | 127/3200          | Vorderradantrieb | Manuell 4 Gänge       | 950              | 165                          | 12,1                      | 8,5                  | 09/1978 – 08/1979 | 725.251               | 14.030             |
| 80 1.6 (85 PS) | EA827 (YP)      | 1588            | Vergaser Pierburg 2B2                                          | 85/5600         | 127/3200          | Vorderradantrieb | Manuell 4 Gänge       | 950              | 165                          | 12,1                      | 8,5                  | 08/1979 – 04/1980 | 725.251               | 16.240             |
| 80 1.6 (85 PS) | EA827 (YP)      | 1588            | Vergaser Pierburg 2B2                                          | 85/5600         | 127/3200          | Vorderradantrieb | Manuell 4+E           | 950              | 156                          | 15,9                      | 9,5                  | 04/1980 – 08/1983 | 725.251               | 16.680             |
| 80 1.6 GLE | EA827 (YZ)      | 1588            | Mechanische Einspritzung indirekt Bosch K-Jetronic             | 110/6100        | 140/5000          | Vorderradantrieb | Manuell 4 Gänge       | 950              | 182                          | 10,2                      | 9,7                  | 04/1979 – 08/1980 | 725.251               | 17.680             |
| 80 1.6 GLE | EA827 (YZ)      | 1588            | Mechanische Einspritzung indirekt Bosch K-Jetronic             | 110/6100        | 140/5000          | Vorderradantrieb | Manuell 4+E           | 950              | 182                          | 10,2                      | 9,7                  | 08/1980 – 07/1981 | 725.251               | 19.080             |
| 4000 1.7 Kat3 | EA827 (WT)      | 1716            | Mechanische Einspritzung indirekt Bosch K-Jetronic             | 75/5000         | 122/3000          | Vorderradantrieb | Manuell 4+E           | 975              | 160                          | 13,4                      | 7,6                  | 1979-843          | 43.821                | -                  |
| 80 1.8 | EA827 (DS)      | 1781            | Vergaser Pierburg 2E2                                          | 90/5200         | 145/3300          | Vorderradantrieb | Manuell 4 Gänge       | 950              | 168                          | 11,0                      | 7,9                  | 08/1983 – 08/1986 | 215.915               | 18.815             |
| 80 1.8 quattro | EA827 (DS)      | 1781            | Vergaser Pierburg 2E2                                          | 90/5200         | 145/3300          | Allradantrieb    | Manuell 5 Gänge       | 1.190            | 170                          | 12,0                      | 8,9                  | 08/1984 – 08/1986 | 215.915               | -                  |
| 80 1.8i Kat | EA827 (JN)      | 1781            | Mechanische Einspritzung indirekt Bosch KE-Jetronic            | 90/5200         | 145/3300          | Vorderradantrieb | Manuell 5 Gänge       | 980              | 170                          | 11,0                      | 9,3                  | 08/1984 – 08/1986 | 215.915               | 22.700             |
| 80 1.8i GTE | EA827 (DZ)      | 1781            | Mechanische Einspritzung indirekt Bosch K-Jetronic             | 112/5800        | 160/3500          | Vorderradantrieb | Manuell 5 Gänge       | 990              | 184                          | 9,2                       | 8,4                  | 08/1984 – 08/1986 | 215.915               | 23.940             |
| 80 1.8i GTE quattro | EA827 (DZ)      | 1781            | Mechanische Einspritzung indirekt Bosch K-Jetronic             | 112/5800        | 160/3500          | Allradantrieb    | Manuell 5 Gänge       | 1.120            | 187                          | 9,9                       | 9,0                  | 01/1985 – 08/1986 | 215.915               | -                  |
| 80 1.9 | EA828 (WN)      | 1921            | Vergaser Zenith 2B5                                            | 115/5900        | 154/3400          | Vorderradantrieb | Manuell 4+E           | 1.020            | 182                          | 10,3                      | 8,6                  | 08/1981 – 08/1983 | 18.716                | 21.570             |
| 80 2.0i 5E | EA828 (JS)      | 1994            | Mechanische Einspritzung indirekt Bosch K-Jetronic             | 115/5400        | 165/3200          | Vorderradantrieb | Manuell 4+E           | 1.060            | 184                          | 10,0                      | 9,3                  | 08/1983 – 08/1984 | 9.382                 | 25.455             |
| 80 2.0i quattro | EA828 (JS)      | 1994            | Mechanische Einspritzung indirekt Bosch K-Jetronic             | 115/5400        | 165/3200          | Allradantrieb    | Manuell 5 Gänge       | 1.190            | 184                          | 10,3                      | 9,8                  | 08/1983 – 08/1984 | 9.382                 | 26.200             |
| 80 2.1 quattro | EA828 (KK)      | 2144            | Mechanische Einspritzung indirekt Bosch K-Jetronic             | 136/5900        | 176/4500          | Allradantrieb    | Manuell 5 Gänge       | 1.190            | 193                          | 9,1                       | 10,0                 | 11/1982 – 08/1984 | 37.246                | 31.850             |
| 4000 CS quattro Kat3 | EA828 (KX/JT)   | 2226            | Mechanische Einspritzung indirekt Bosch KE-Jetronic            | 120/5500        | 167/3000          | Allradantrieb    | Manuell 5 Gänge       | 1.281            | 188                          | 9,7                       | 12,2                 | 1984-873          | 37.246                | -                  |
| Dieselversionen |                 |                 |                                                                |                 |                   |                  |                       |                  |                              |                           |                      |                   |                       |                    |
| 80 1.6 Diesel | EA827 (JN)      | 1588            | Indirekte Einspritzung Bosch mit Vorkammer                     | 54/4800         | 102/2000          | Vorderradantrieb | Manuell 4 Gänge       | 980              | 140                          | 20,0                      | 6,7                  | 10/1980 – 08/1986 | 133.634               | 15.270             |
| 80 1.6 Turbo Diesel | EA827 (CY)      | 1588            | Indirekte Einspritzung Bosch mit Vorkammer, Turbolader Garrett | 70/4500         | 133/2600          | Vorderradantrieb | Manuell 5 Gänge       | 1.020            | 158                          | 14,3                      | 6,3                  | 03/1982 – 08/1986 | 60.527                | 19.985             |
| Hinweise: 1In einigen Märkten war von Anfang an der Motor EP mit 1296 cm³ erhältlich 2In einigen Märkten bereits bei der Einführung verfügbar 3Nur für nordamerikanische Märkte |                 |                 |                                                                |                 |                   |                  |                       |                  |                              |                           |                      |                   |                       |                    |

## Motorvarianten

### Ottomotoren
| Modell                                | Hubraum  | Motorkennbuchstabe | Leistung                      | Drehmoment            | Bemerkung                                                 |
| ------------------------------------- | -------- | ------------------ | ----------------------------- | --------------------- | --------------------------------------------------------- |
| Audi 80 1.3 (09.1978–07.1981)         | 1272 cm³ | FY                 | 40 kW (55 PS) bei 5800 min−1  | 92 Nm bei 3400 min−1  | Vergaser                                                  |
| Audi 80 1.3 (07.1981–08.1986)         | 1296 cm³ | EP                 | 44 kW (60 PS) bei 5600 min−1  | 100 Nm bei 3500 min−1 | Vergaser                                                  |
| Audi 80 1.6 (02.1986–08.1986)         | 1595 cm³ | SA                 | 54 kW (73 PS)                 |                       | Vergaser ungeregelter Katalysator                         |
| Audi 80 1.6 (09.1978–02.1983)         | 1588 cm³ | YN / WV            | 55 kW (75 PS) bei 5600 min−1  | 119 Nm bei 3200 min−1 | Vergaser YN – 35 PDSIT WV – 1B3                           |
| Audi 80 1.6 (02.1983–08.1986)         | 1595 cm³ | DT                 | 55 kW (75 PS) bei 5000 min−1  | 125 Nm bei 2500 min−1 | Vergaser 2E2 Als DTA in Österreich 70PS                   |
| Audi 80 1.6 (09.1978–02.1983)         | 1588 cm³ | YP                 | 63 kW (86 PS) bei 5600 min−1  | 124 Nm bei 3200 min−1 | Vergaser                                                  |
| Audi 80 1.8 (02.1983-08.1986)         | 1781 cm³ | DD                 | 55 kW (75 PS)                 |                       | Vergaser                                                  |
| Audi 80 1.8 (02.1983-08.1986)         | 1781 cm³ | DS                 | 66 kW (90 PS) bei 5400 min−1  | 145 Nm bei 3300 min−1 | Vergaser 2E2                                              |
| Audi 80 1.8 quattro (08.1984-08.1986) | 1781 cm³ | NE                 | 66 kW (90 PS)                 |                       | Vergaser                                                  |
| Audi 80 1.8 (08.1984-08.1986)         | 1781 cm³ | JN                 | 66 kW (90 PS) bei 5500 min−1  | 137 Nm bei 3250 min−1 | Einspritzer geregelter Katalysator                        |
| Audi 80 1.8 (02.1986–08.1986)         | 1781 cm³ | SF                 | 65 kW (88 PS)                 |                       | Vergaser ungeregelter Katalysator                         |
| Audi 80 GLE (01.1979–07.1981)         | 1588 cm³ | YZ                 | 81 kW (110 PS) bei 6100 min−1 | 137 Nm bei 5000 min−1 | Einspritzer                                               |
| Audi 80 GTE (08.1982–08.1986)         | 1781 cm³ | DZ                 | 82 kW (112 PS) bei 5800 min−1 | 160 Nm bei 3500 min−1 | Einspritzer                                               |
| Audi 80 GTE (03.1985–08.1986)         | 1781 cm³ | PV                 | 81 kW (110 PS) bei 5500 min−1 | 155 Nm bei 3250 min−1 | Einspritzmotor geregelter Katalysator Klopfsensor mit VEZ |

| Modell                            | Hubraum  | Motorkennbuchstabe | Leistung                       | Drehmoment            |
| --------------------------------- | -------- | ------------------ | ------------------------------ | --------------------- |
| Audi 80 CD 5S (09.1981–07.1983)   | 1921 cm³ | WN                 | 85 kW (115 PS) bei 5900 min−1  | 154 Nm bei 3700 min−1 |
| Audi 80 CD 5E (10.1983–07.1984)   | 1994 cm³ | JS                 | 85 kW (115 PS) bei 5400 min−1  | 165 Nm bei 3200 min−1 |
| Audi 80 quattro (08.1982–07.1984) | 2144 cm³ | KK                 | 100 kW (136 PS) bei 5900 min−1 | 176 Nm bei 4500 min−1 |
| Audi 80 quattro (10.1983–07.1984) | 1994 cm³ | JS                 | 85 kW (115 PS) bei 5400 min−1  | 165 Nm bei 3200 min−1 |

### Dieselmotoren
| Modell                                | Hubraum  | Motorkennbuchstabe | Leistung                       | Drehmoment            | Aufladung                      |
| ------------------------------------- | -------- | ------------------ | ------------------------------ | --------------------- | ------------------------------ |
| Audi 80 Diesel (08.1980–08.1986)      | 1588 cm³ | JK, CR             | 40 kW (54 PS) bei 4800 min−1   | 102 Nm bei 2000 min−1 | Freisaugend                    |
| Audi 80 Turbodiesel (08.1981–08.1986) | 1588 cm³ | CY                 | 51,5 kW (70 PS) bei 4500 min−1 | 130 Nm bei 2600 min−1 | Turbolader ohne Ladeluftkühler |

## Ausstattungsvarianten

### August 1978 bis August 1981
- Audi 80 (Grundausstattung 40 und 44 kW)
- Audi 80 L (gehobene Ausstattung 40 und 44 kW)
- Audi 80 S (Grundausstattung 55 kW)
- Audi 80 LS (gehobene Ausstattung 55 und 63 kW)
- Audi 80 GLS (beste Ausstattung 55 und 63 kW)
- Audi 80 D (Grundausstattung Dieselmotor)
- Audi 80 LD (gehobene Ausstattung Dieselmotor)
- Audi 80 GLD (beste Ausstattung Dieselmotor)
- Audi 80 GLE (beste Ausstattung, 81-kW-Einspritzmotor)

### August 1981 bis August 1984
- Audi 80 C (Basisversion)
- Audi 80 CL (Grundausstattung)
- Audi 80 CLE (Grundausstattung), Exportmodell ausschließlich für den japanischen Markt (1780 cm³ und 68 kW (92 PS) bei 5500/min).
- Audi 80 GL (gehobene Ausstattung)
- Audi 80 CD (beste Ausstattung), nur mit 1,9 l (5S Vergaser bis einschließlich Modelljahr 83) und 2,0 l (5E Einspritzer ab Modelljahr 84) 85 kW und Turbodieselmotor 1,6 l 51 kW
- Audi 80 GTE (sportliche Ausstattung, nur mit 1,8 l 82 kW, ersetzte ab Modelljahr 83 den GLE. 1984 limitiertes Sondermodell „Sprinter und Langläufer“ serienmäßig mit Außenspiegel rechts, Nebelschlussleuchte, grüner Wärmeschutzverglasung, Aluminiumspeichenräder 6Jx14 mit Reifen 185/60R14, Radio/Kassette „Kassel Stereo CR“)
- Audi 80 GLE (beste Ausstattung, 1,6 l 81 kW-Einspritzmotor, ersetzt ab Modelljahr 83 durch Audi 80 GTE)
- Audi 80 LC (Sondermodell 1982, optisch wie Audi 80 C, Sitzbezüge Audi 80 CL, serienmäßig mit Kopfstützen hinten und Nebelscheinwerfer und Nebelschlussleuchte)
- Audi 80 SC (Sondermodell 1984, optisch wie Audi 80 GTE aber ohne Front- und Heckspoiler, Reifen 175/70R13 mit großen Kunststoffradkappen, Sitzbezüge Audi 80 GL, große Mittelkonsole mit Kassettenablagefach, Doppeltonfanfare, grüne Wärmeschutzverglasung)
- Audi 80 quattro (nur mit Allradantrieb quattro und 100 kW leistendem Fünfzylinder-Ottomotor (ab Modelljahr 83) bzw. zusätzlich auch als Sparmodell mit 85 kW leistendem Fünfzylinder-Ottomotor im Modelljahr 84)

### August 1984 bis August 1986
- Audi 80 (Grundausstattung)
- Audi 80 CC (gehobene Ausstattung)
- Audi 80 CD (beste Ausstattung, nur viertürig)

- Audi 80 quattro (nur mit Allradantrieb quattro und 66 kW)
- Audi 80 CC quattro (erweiterte Ausstattung ab August 1984)

- Audi 80 SC² (Sondermodell 1986, wie Audi 80 CD, serienmäßig mit grüner Wärmeschutzverglasung, Zentralverriegelung, Nebelschlussleuchte, beleuchtetem Handschuhfach, großer Mittelkonsole, großen Armlehnen vorne, Rahmenkopfstützen, Radio „gamma“, nur viertürig)
- Audi 80 GTE² (sportliche Ausstattung, nur mit Einspritzmotor 81/82 kW, zwei- oder viertürig)
- Audi 80 GT² (Sondermodell, nur Modelljahr 1986, Aussehen und Innenraum wie beim GTE bis auf fehlende Zusatzinstrumente und kleine Armlehnen vorne, ebenfalls sportliche Ausstattung – 51 kW Turbodiesel oder Ottomotoren bis 66 kW, nur viertürig. Gegen Mitte 1986 nochmal erweiterte Ausstattung mit Aluminiumrädern 6Jx14 und Reifen 185/60R14, grüner Wärmeschutzverglasung und Nebelscheinwerfern)
- Audi 80 CS (Sondermodell nur in den Niederlanden und Belgien erhältlich)

²auch als quattro erhältlich

## Exportmodelle

### Audi 4000
Der Audi 80 B2 wurde ab März 1979 für die USA produziert und unter der Bezeichnung Audi 4000 in Nordamerika angeboten. Besondere Merkmale sind die Motorenpalette sowie die luxuriösere Ausstattung (entsprach der Ausstattungsvariante CD), die sich von den für Europa produzierten Modellen unterscheidet, z. B. auf Grund der strengeren Abgasnorm für die Vereinigten Staaten sowie dem Kaufverhalten der Kunden auf dem nordamerikanischen Markt. Ab Frühjahr 1983 war dieser auch als Audi 4000 quattro erhältlich.

### Audi 4000 5+5
Der Audi 4000 5+5 wurde zum Modelljahr 81 auf dem US-Markt eingeführt und war ausschließlich als zweitürige Limousine mit dem 101 PS starken 2,2l-Fünfzylinder-Einspritzmotor des Audi 5000 in Verbindung mit einem Fünfganggetriebe lieferbar. Wie alle Audi 4000 war auch der 5+5 mit den damals vorgeschriebenen US-Spezifikationen ausgestattet: Ab 11.105 $ war der 5+5 bei Porsche+Audi zu erwerben.
Ab Oktober 1981 bis 1983 wurde auch auf dem australischen Markt ein Audi 4000 5+5 angeboten, ebenfalls ausgestattet mit einem 2,2L Fünfzylinder und dem Fünfgang-Schaltgetriebe. Die bekannte Dreigang-Automatic war gegen Aufpreis zu haben. Im Gegensatz zum US-Modell war dieser 5+5 ausschließlich viertürig erhältlich.

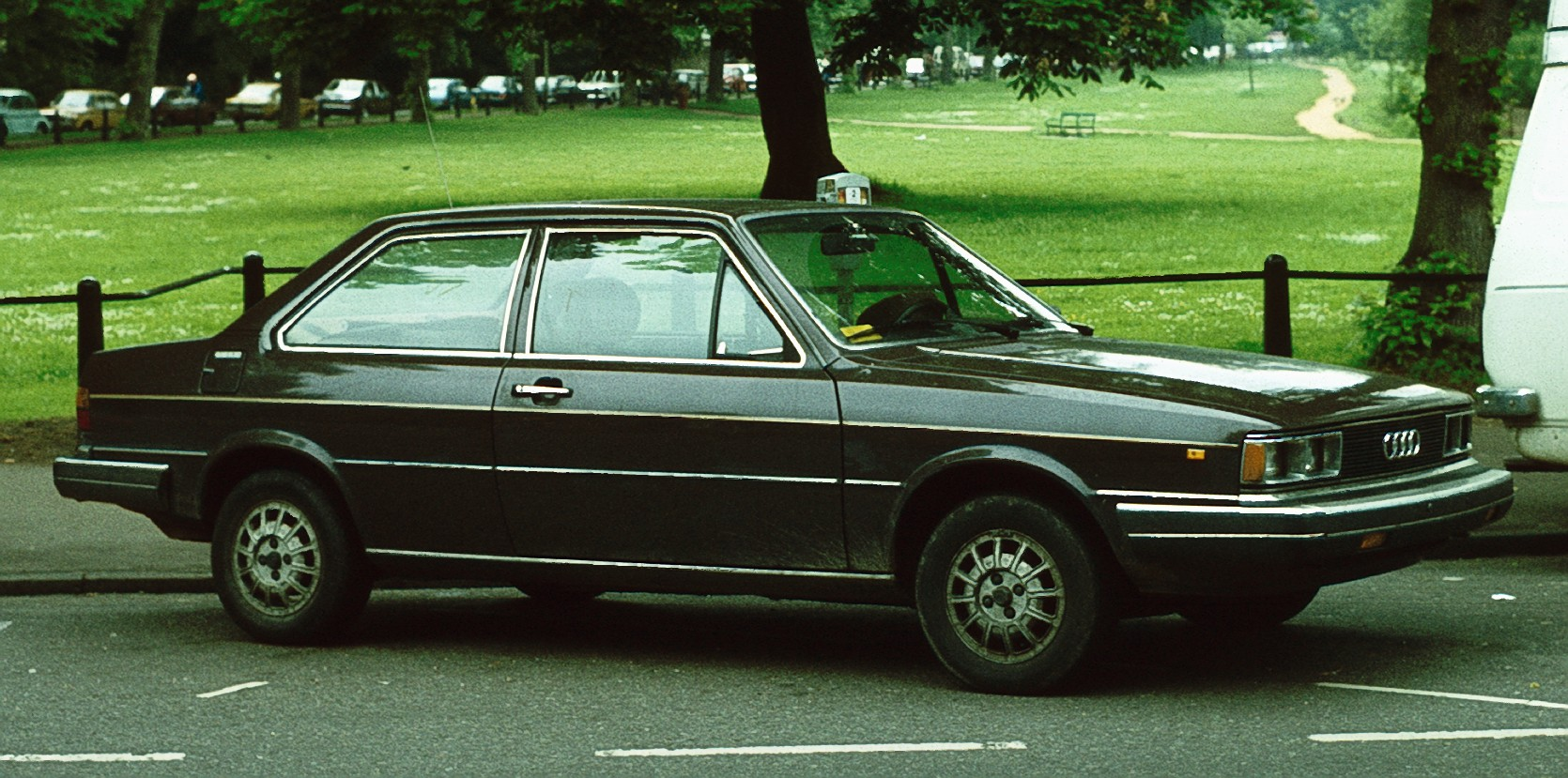
Audi 4000 (1979–1984)
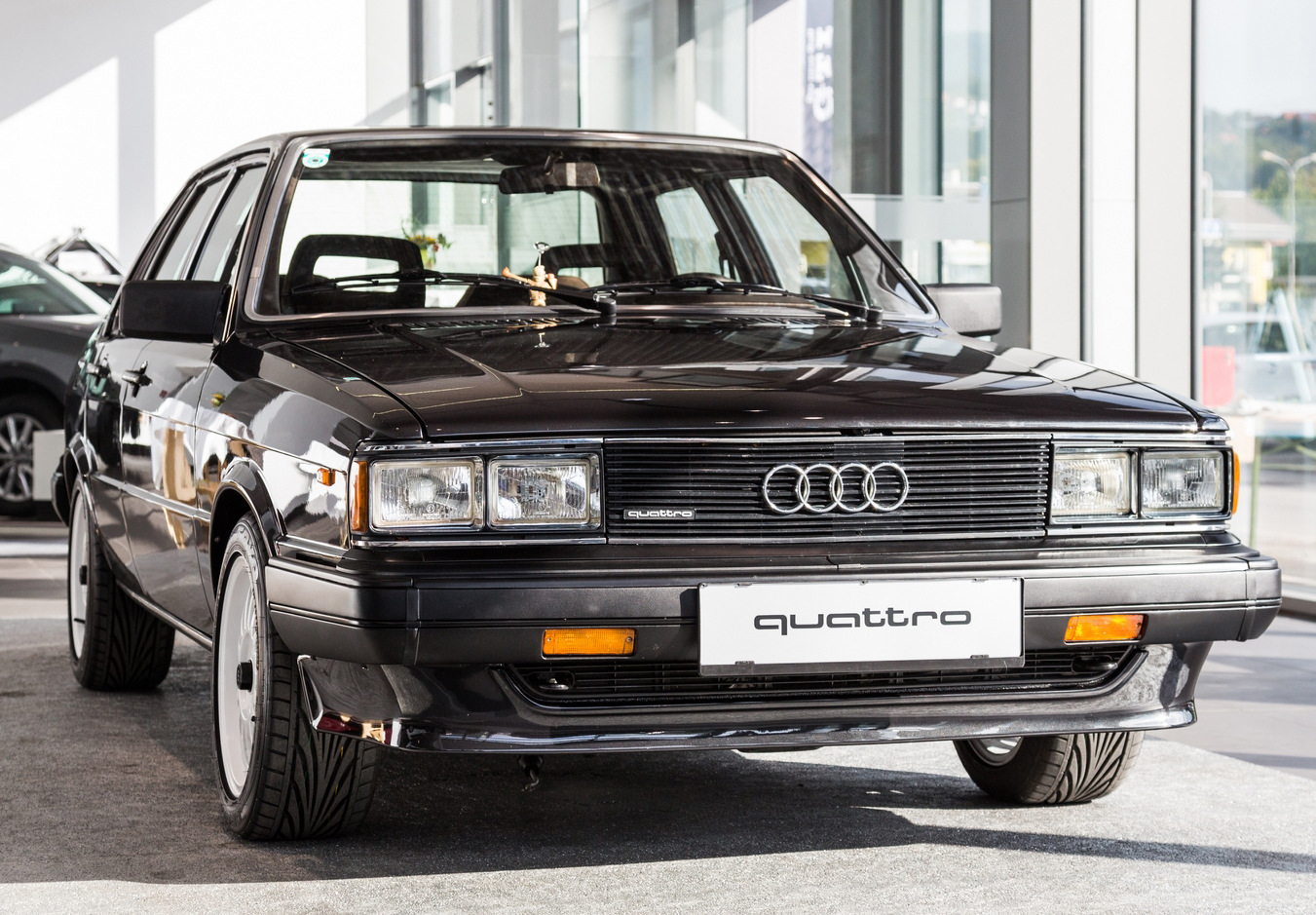
Audi 4000 S quattro
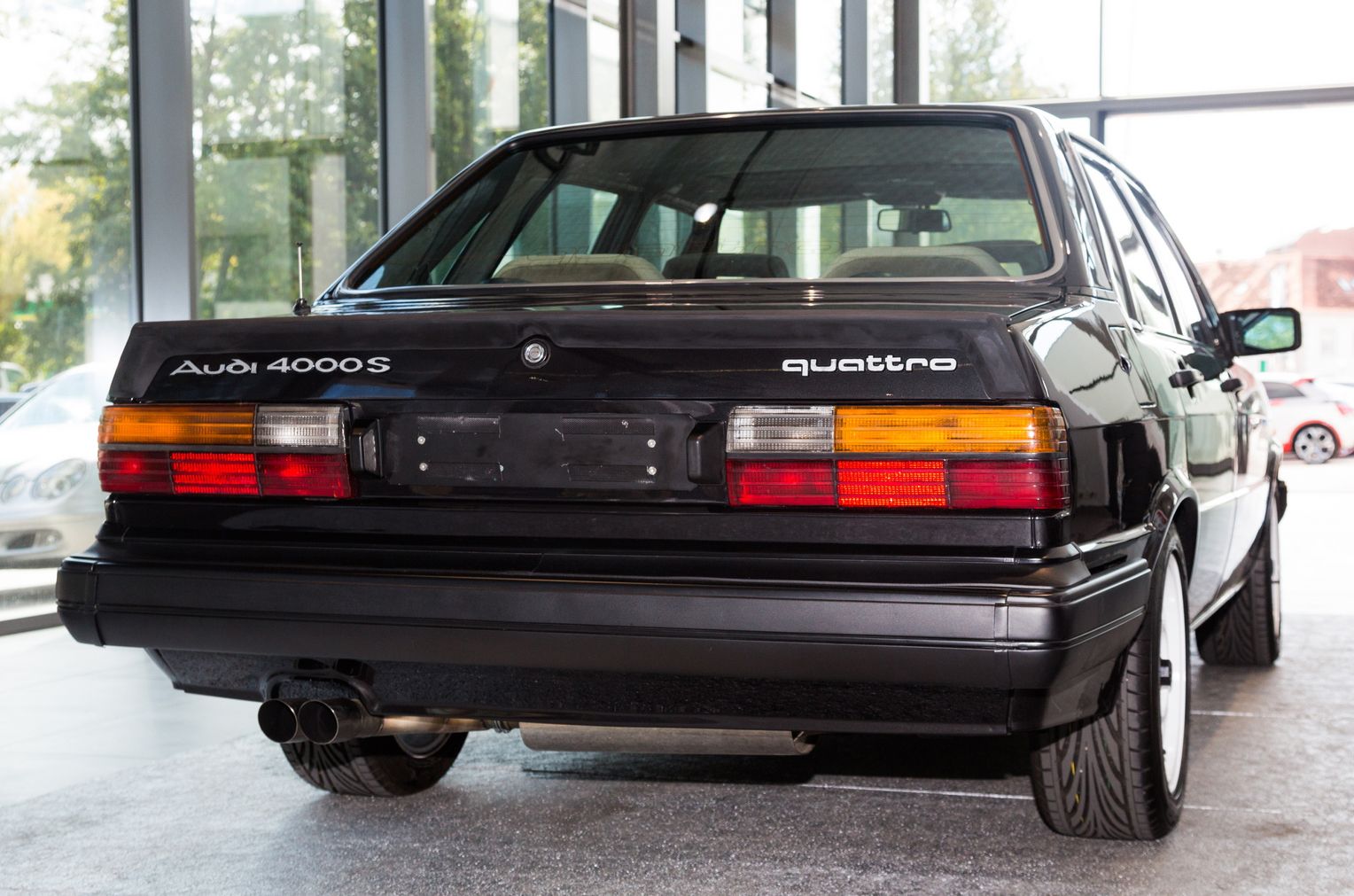
Heckansicht
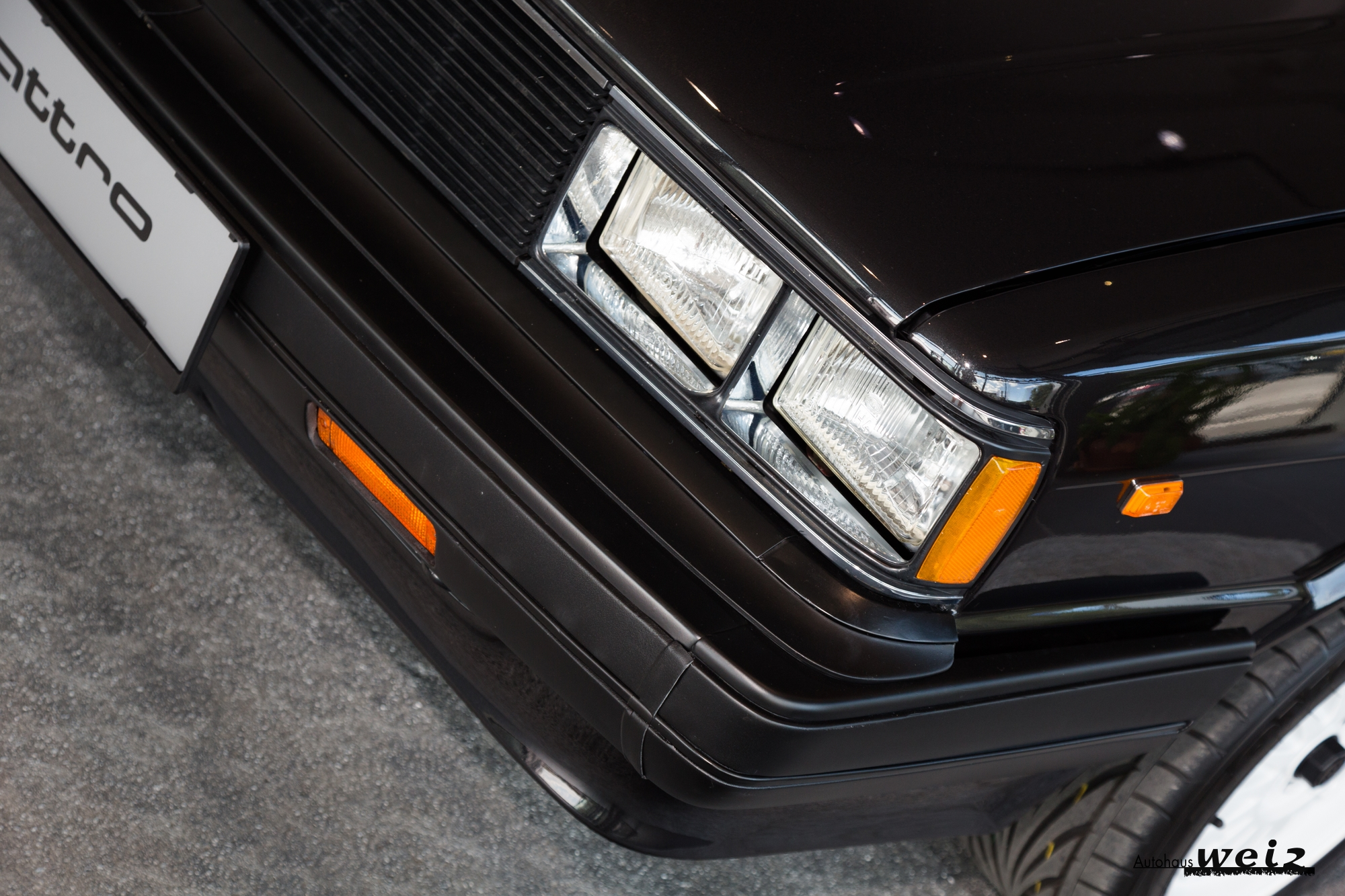
Doppelscheinwerfer gemäß der in den USA gültigen Sealed-Beam-Norm
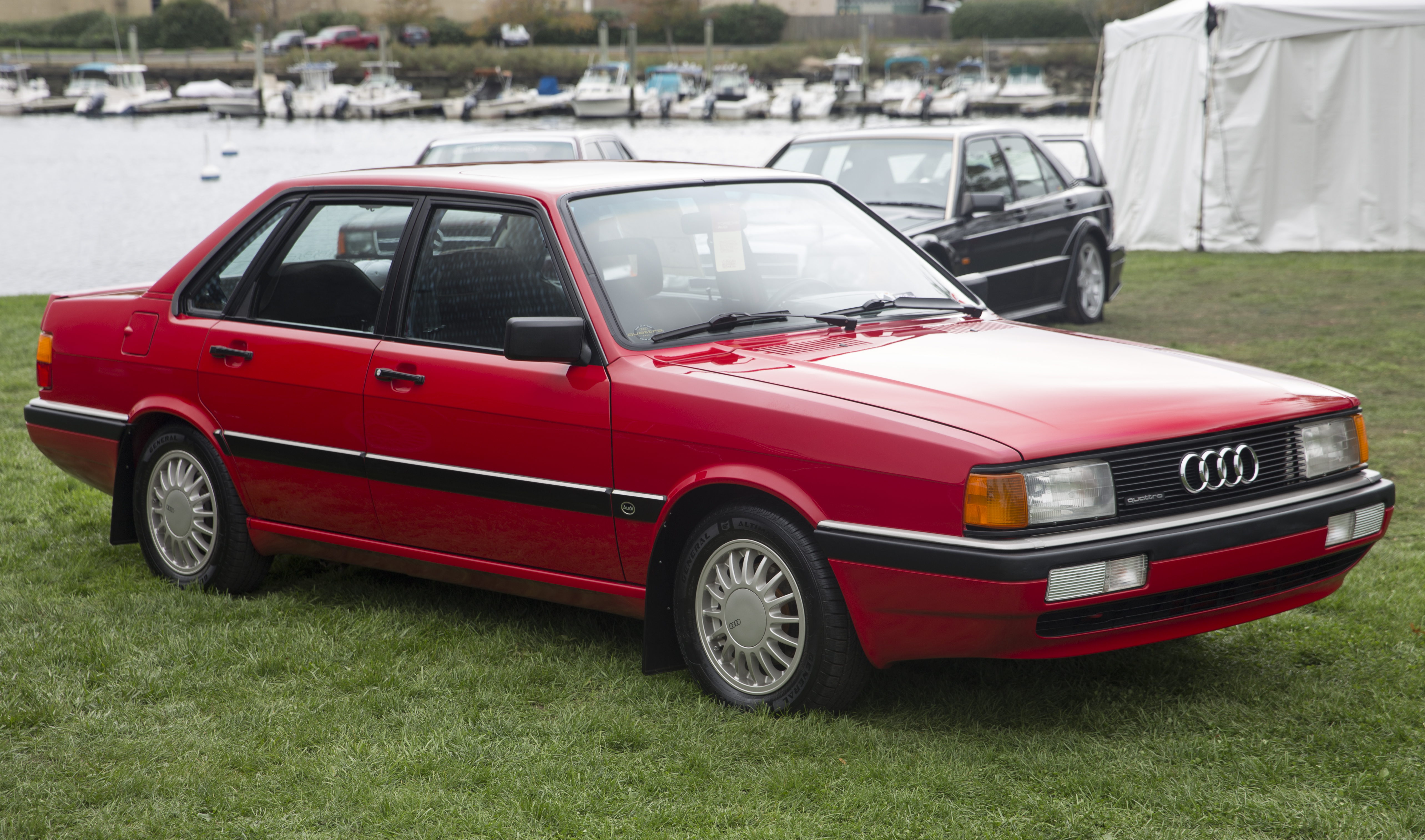
1984 Audi 4000 S quattro
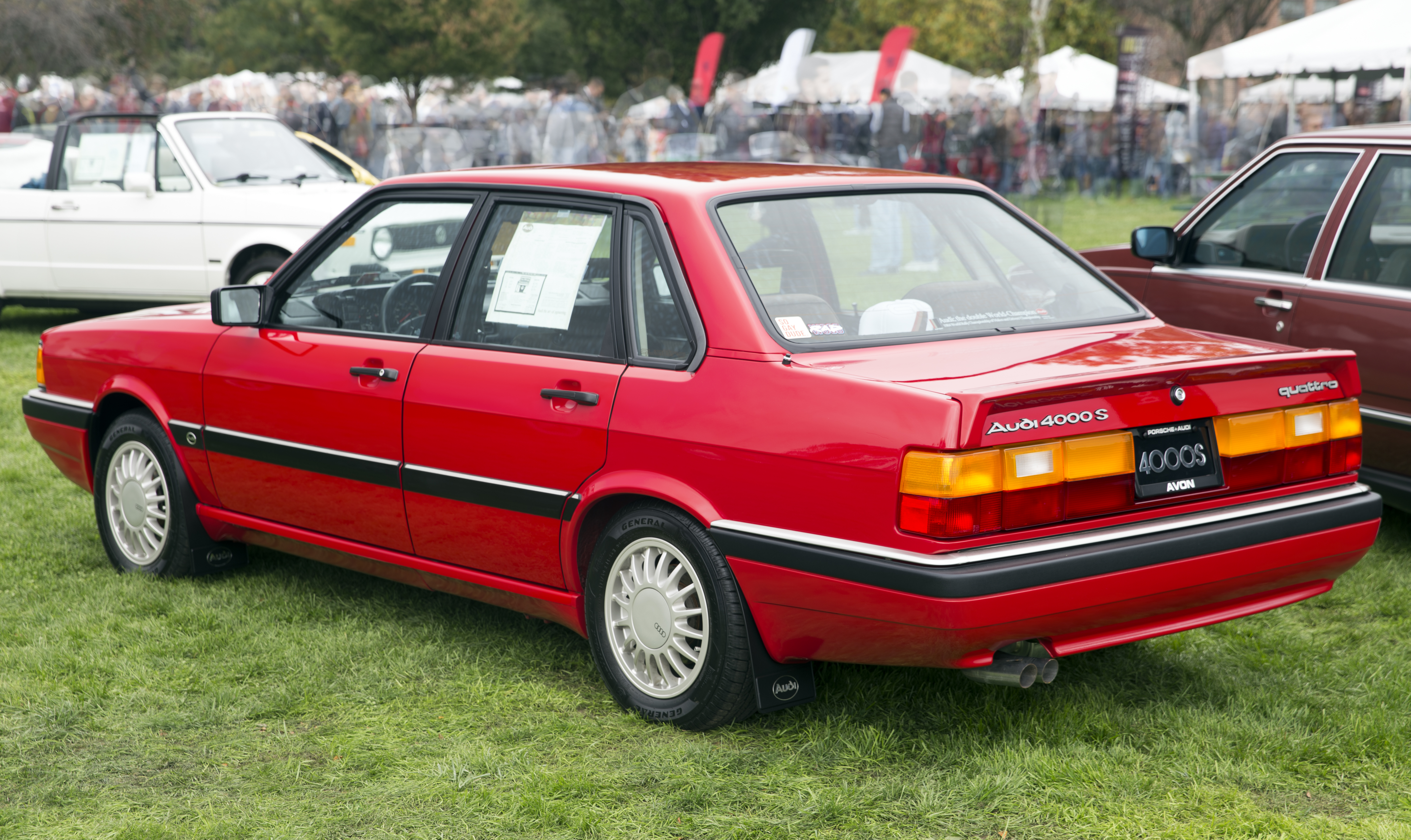
1984 Audi 4000 S quattro
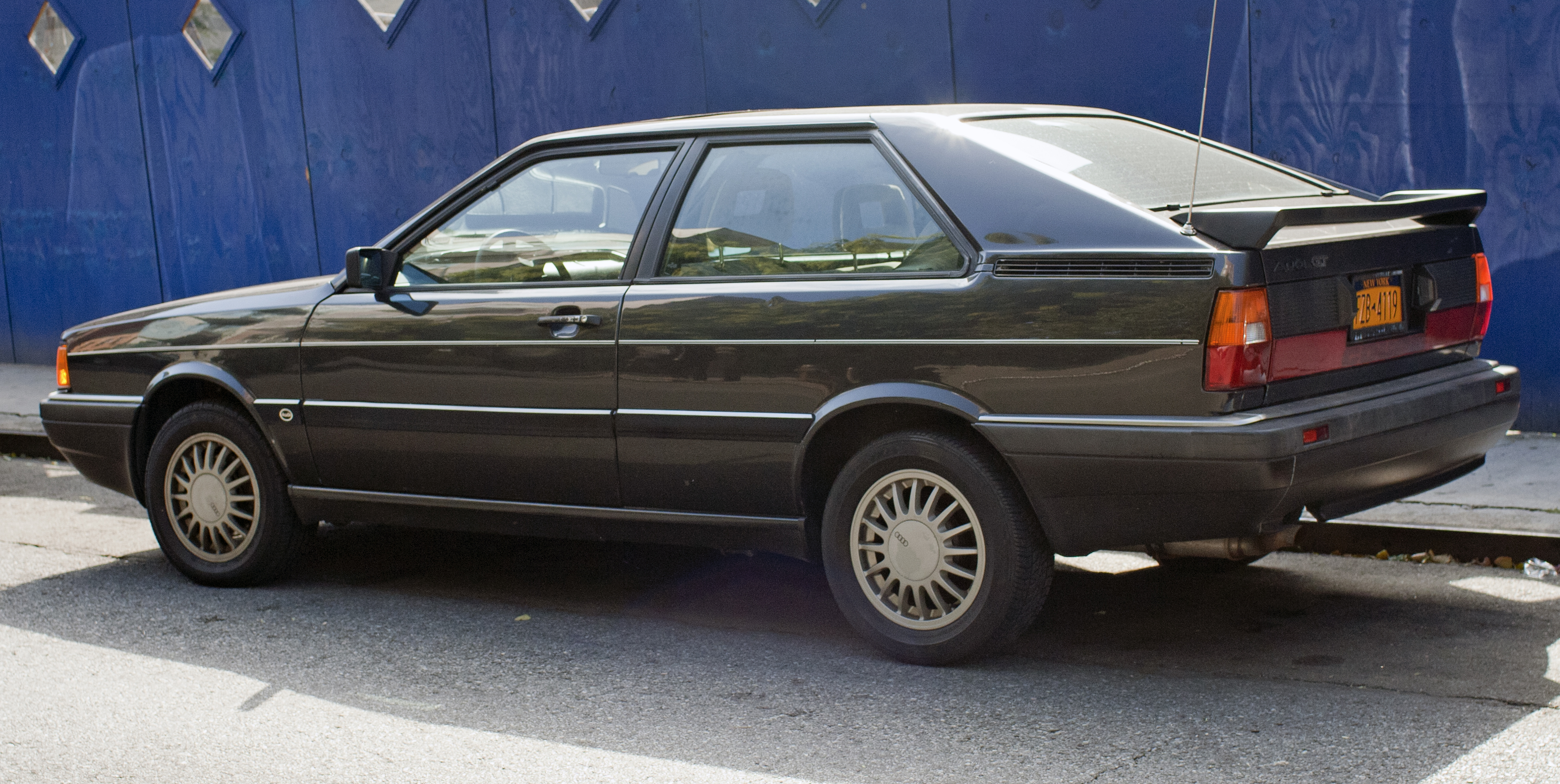
Audi Coupé GT USA
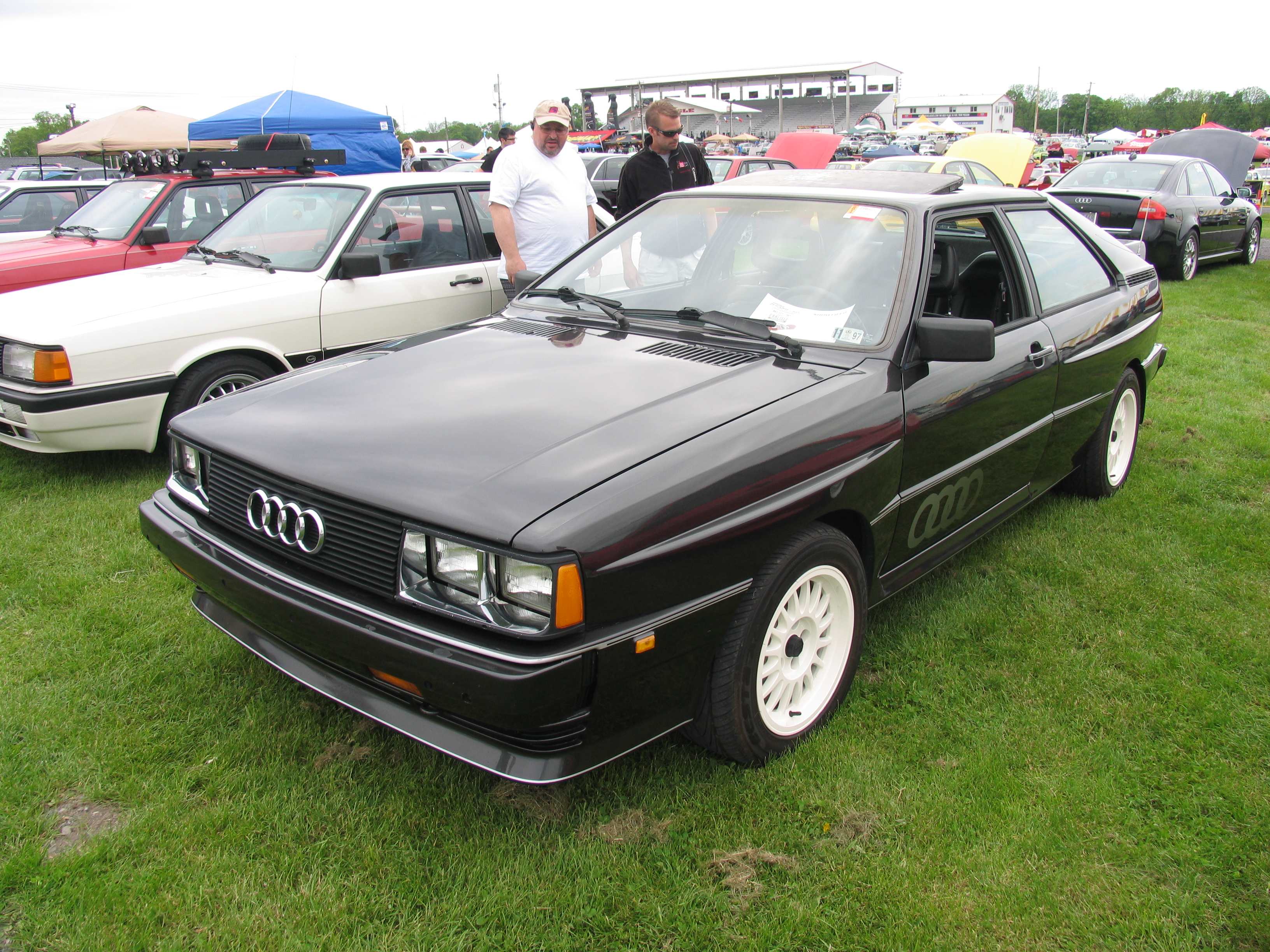
1984 Audi quattro USA

Dort waren folgende Varianten verfügbar:
| Modell             | Hubraum  | Motorkennbuchstabe | Leistung         |
| ------------------ | -------- | ------------------ | ---------------- |
| Audi 4000          | 1715 cm³ | WT                 | 55 kW (75 PS)    |
| Audi 4000S         | 2144 cm³ | WE                 | 74,5 kW (101 PS) |
| Audi 4000S         | 1781 cm³ | MG                 | 79 kW (107 PS)   |
| Audi 4000S quattro | 2226 cm³ | JT                 | 88 kW (120 PS)   |

## Motorsport

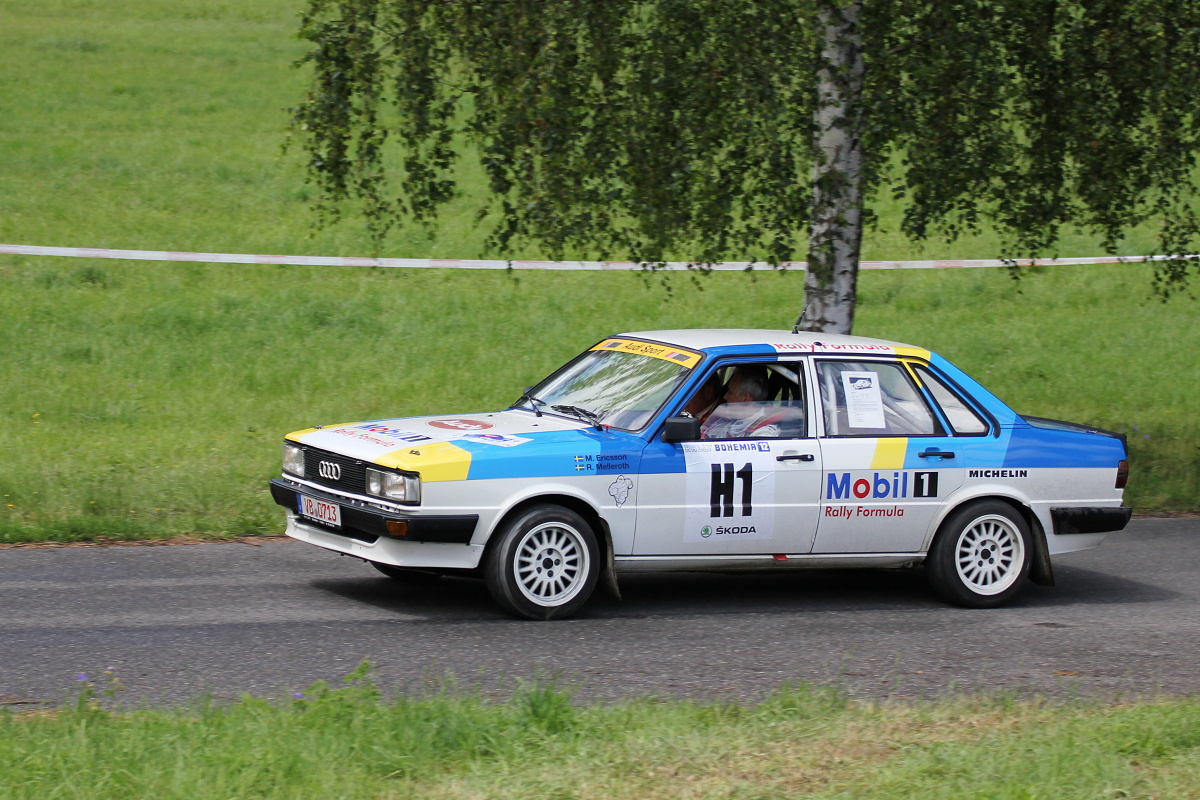
Audi 80 im Ralleyeinsatz

Noch bevor Audi mit dem Audi quattro große Erfolge im Rallyesport erzielen konnte, wurde der Audi 80 GLE von 1979 bis 1981 im Touring-Cup europaweit eingesetzt. Im Jahr 1980 wurde das Privatfahrer-Duo Hans-Joachim Nowak/Willi Bergmeister Tourenwagen-Europameister.